# Т-34
T-34 (розм. тридцятьчетвірка) — радянський середній танк періоду Другої світової війни, перший у світі сучасний (дизельний) танк у масовому виробництві, випускався серійно з 1940, був основним танком РСЧА до першої половини 1944, коли на зміну йому прийшов танк модифікації Т-34-85. Наймасовіший середній танк Другої світової війни.
Розроблений конструкторським бюро танкового відділу Харківського заводу № 183 під керівництвом М. І. Кошкіна. Успішність проєкту була зумовлена застосуванням новітнього, високоекономічного дизель-двигуна В-2, завдяки якому середній товстоброневий Т-34 успадкував від легкого тонкоброневого БТ надзвичайно високу питому потужність (відношення потужності двигуна до бойової маси), забезпечив в перебігу всієї Другої світової війни абсолютну перевагу танка Т-34 в прохідності, маневровності, рухливості, а також ваговий резерв для модернізації з урахуванням нагромаджувального досвіду бойового застосування. З 1942 по 1945 роки основне багатосерійне виробництво Т-34 було розгорнуто на потужних машинобудівних заводах Уралу та Сибіру і тривало у повоєнні роки.
Провідним заводом з модифікування Т-34 був Уральський танковий завод № 183. Остання модифікація (Т-34-85) перебуває на озброєнні деяких країн і донині.
Танк Т-34 зробив великий вплив на результат війни і на подальший розвиток світового танкобудування. Завдяки сукупності своїх бойових якостей Т-34 був визнаний багатьма фахівцями та військовими експертами одним з найкращих[джерело?] танків Другої світової війни. Танк Т-34 є найвідомішим радянським танком та одним із найбільш упізнаваних символів Другої світової війни. До теперішнього часу збереглося багато цих танків різних модифікацій у вигляді пам'ятників та музейних експонатів.

## Історія створення

### Передумови
З 1931 року в СРСР отримала розвиток серія легких колісно-гусеничних танків БТ, прототипом яких послужила машина американського конструктора Джона Крісті. У ході серійного випуску машини цього типу постійно модернізувалися в напрямку збільшення вогневої потужності, технологічності, надійності та інших параметрів. До 1937 року в СРСР був створений та почав серійно випускатися танк БТ-7М з конічною баштою; подальший розвиток лінійки «БТ» передбачалося в декількох напрямках:
- Збільшення запасу ходу шляхом використання дизельного двигуна (цей напрямок призвів до створення танка БТ-7М).
- Поліпшення колісного ходу (роботи групи М. Ф. Циганова над дослідними танками БТ-ІС).
- Посилення захищеності танка шляхом установки броні під значними кутами нахилу при деякому збільшенні її товщини. У цьому напрямку працювала група М. Ф. Циганова (експериментальний танк БТ-СВ) та конструкторське бюро Харківського заводу.

Конструкторське бюро Танкового відділу Харківського паровозобудівного заводу (ХПЗ), єдиного підприємства, що випускав танки «БТ», з грудня 1936 року очолював Михайло Ілліч Кошкін. Перший проєкт, створений під його керівництвом, танк БТ-9, був відхилений восени 1937 року через грубі конструктивні помилки та невідповідності вимогам завдання. 13 жовтня 1937 автобронетанкове управління РСЧА (АБТУ) видало заводу № 183 тактико-технічні вимоги на новий танк під індексом А-20, що виглядали таким чином:
| 1. Тип — колісно-гусеничний за типом танка «Крісті», з приводом на 6 коліс. 2. Бойова вага — 13 — 14 тонн. 3. Озброєння— 1 × 45-мм гармата, 3 кулемета ДТ, вогнемет для самозахисту або 1 × 76-мм, 3 ДТ, вогнемет. Кожний 5-й танк повинен мати зенітну установку кулемета. 4. Боєкомплект — 130—150 × 45-мм або 50 × 76-мм снарядів, а також 2500 — 3000 патронів. 5. Бронювання: корпус лоб — 25, конічна башта — 20, борт, корми — 16, дах і дно — 10 мм броня вся похила, з мінімальним кутом нахилу броньових листів корпусу та башти 18 градусів. 6. Швидкість — на гусеницях та колесах однакова: максимальна 70 км/год, мінімальна 7 км/год. 7. Екіпаж — 3 особи. 8. Запас ходу — 300—400 км. 9. Двигун — БД-2 потужність 400 к. с. 10. Трансмісія — за типом танка БТ-ІС (відбір потужності колісного ходу після бортфрікціонів). 11. Підвіска — індивідуальна, як ресори бажано застосувати торсіонні пружини. 12. Встановити стабілізатор пострілу «Оріон» та горизонтальний стабілізатор башти системи Повалова. Встановити фари для нічної стрільби з дальністю до 1000 м. |

Вимоги завдання поєднували в собі всі три напрями модернізації танків «БТ».
Унаслідок слабкості КБ заводу № 183, на підприємстві для робіт з новим танком було створено окреме конструкторське бюро, незалежне від КБ Кошкіна. До складу КБ увійшов ряд інженерів КБ заводу № 183 (в тому числі Олександр Олександрович Морозов), а також велика група випускників Військової академії механізації та моторизації (ВАММ). Керівництво КБ було доручено ад'юнкту ВАММ Адольфу Діку. Конструкторським бюро був розроблений технічний проєкт танка А-20, але із запізненням на півтора місяця. Ця затримка спричинила анонімний донос на керівника КБ, внаслідок якого Дік був заарештований, звинувачений у зриві урядового завдання та засуджений на 20 років таборів.
Конструкторське бюро було реорганізовано, його керівником став Кошкін. У березні 1938 року проєкт танка був затверджений. Проте до цього моменту у військового керівництва країни виникли сумніви в правильності обраного типу рушія для танка (в СРСР вже з'явилися матеріали (марки сталі), траки з яких мали достатній ресурс), що послужило причиною виникнення пропозицій про створення двох варіантів танка: колісно-гусеничного (як і передбачалося початковим завданням) та виключно гусеничного. 28 квітня 1938 року в Кремлі пройшла нарада Народного комісаріату оборони, на якій було розглянуто проєкт нового танка. Вирішено було продовжити роботи, але рішення про тип рушія, як і про тип підвіски (торсіони), прийнято не було.
Крім того, з'явилися пропозиції з посилення бронювання машини.

### Вплив досвіду Громадянської війни в Іспанії
Громадянська війна в Іспанії, в якій взяли активну участь поставлені республіканському уряду легкі танки Т-26 та БТ-5, показала висхідну роль протитанкової артилерії та насичення нею армій розвинених країн. При цьому основною протитанковою зброєю стали не протитанкові рушниці та великокаліберні кулемети, а скорострільні малокаліберні гармати калібру 25 — 47 мм, які, як показала практика, легко вражали танки з протикулевим бронюванням, і прорив оборони, насиченої подібними гарматами, міг коштувати великих втрат у бронетехніці.
Аналізуючи розвиток закордонної протитанкової зброї, головний конструктор заводу № 174 С. Гінзбург писав:
| «Потужність та скорострільність сучасних протитанкових 37-мм гармат є достатньою, щоб зробити безуспішною атаку роти тонкобронних танків, що проходить в строю повзводно, за умови наявності 1 — 2 протитанкових гармат на 200—400 м оборони фронту…» |

Основу танкового парку РСЧА наприкінці 1930-х років становили танки серій БТ та Т-26, броньовий захист яких був розрахований щонайбільше на протидію гвинтівковим бронебійним кулям та осколкам снарядів. Тому одним з напрямків розвитку радянського танкобудування стало істотне підвищення бронезахисту танків від вогню найбільш поширених протитанкових засобів. Практично всі перспективні розроблювані танки повинні були витримувати вогонь 37-мм протитанкової гармати, яка виявилася головним ворогом радянських танків в Іспанії. Цього можна було добитися як простим збільшенням товщини броні (як мінімум до 40 — 45 мм гомогенної або 30 — 40 мм цементованої броні), так і розташуванням бронелистів корпусу під значними кутами нахилу. Також досвід Іспанської війни показав бажаність збільшення калібру танкових гармат як мінімум до 76 мм, що дозволяло значно посилити осколково-фугасну дію снаряда для боротьби з протитанковою артилерією та польовими укріпленнями противника.
Ініціатором посилення бронювання та озброєння нового танка виступило керівництво АБТУ на чолі з учасником Іспанської війни Д. Г. Павловим.
9 травня 1938 року пройшло засідання НКО, за підсумками якого було прийнято наступне рішення:

Пропозиція тов. Павлова про створення заводом 183 гусеничного танка визнати доцільною з посиленням бронювання в лобовій частині до 30 мм. Башту танка пристосувати для установки 76-мм гармати. Екіпаж — 4 особи.

### Дослідні зразки А-20 і А-32

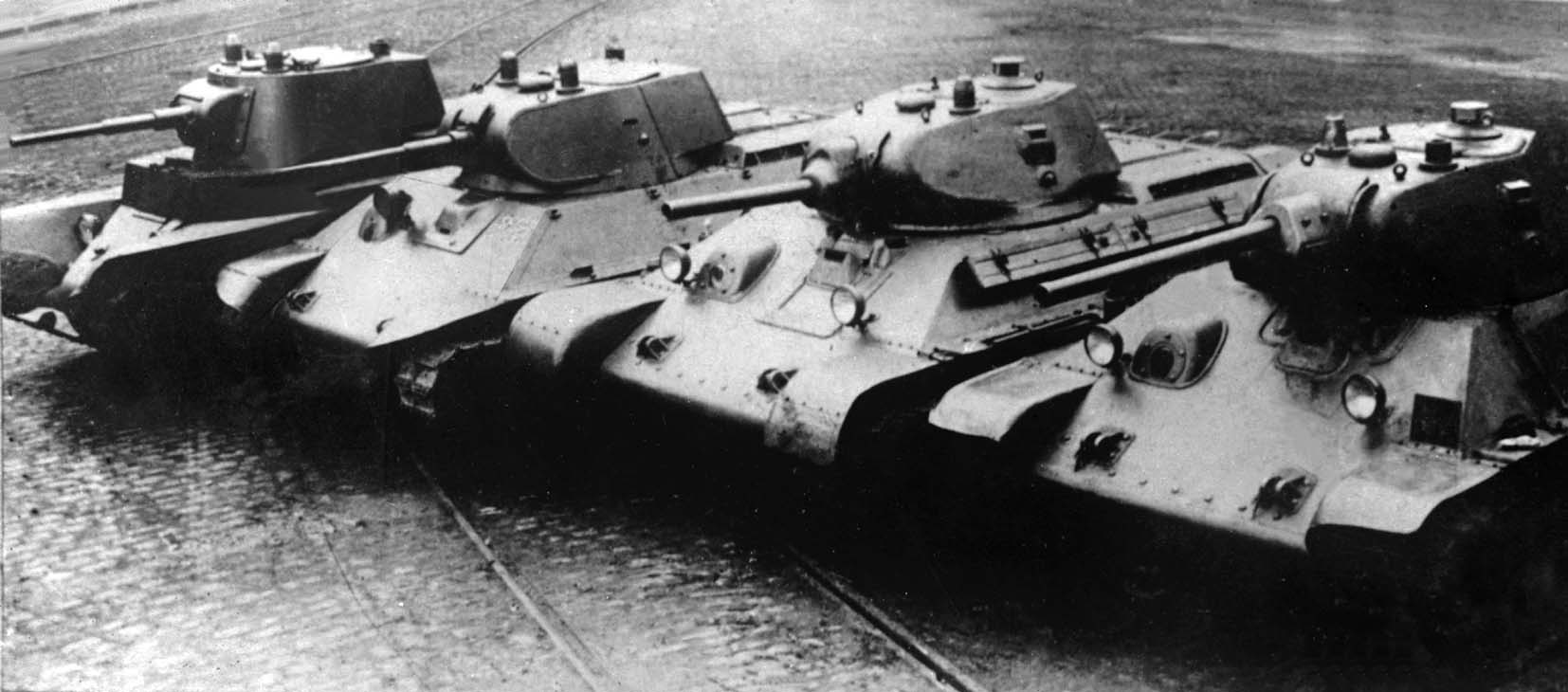
Довоєнні танки виробництва заводу № 183. Ліворуч направо: А-8 (БТ-7М), А-20, Т-34 зр. 1940 р. з гарматою Л-11, Т-34 зр. 1941 р. з гарматою Ф-34

У вересні 1938 року за підсумками розгляду макета БТ-20 було прийнято рішення про виготовлення трьох танків (одного колісно-гусеничного і двох гусеничних) та одного бронекорпуса для випробувань обстрілом. На початок 1939 року КБ-24 виконало робочі креслення по А-20 та початок проєктування А-20Г.
У лютому 1939 року, на черговому засіданні Комітету Оборони було прийнято рішення про виготовлення дослідних зразків обох танків та виділенні на це коштів. При цьому за однією з версій військові, які бажали отримати «кавалерійський» танк, наполягали на споруді лише колісно-гусеничного А-20, і лише наполегливість керівника КБ-24 М. І. Кошкіна переконала комісію в необхідності та можливості споруди обох танків. За іншою версією, вимога про будівництво лише А-20 ґрунтувалося на тому, що в жорсткі терміни конструктори можуть не впоратися з будівництвом двох машин, а кошти і час будуть витрачені марно.
Однак у травні 1939 року обидва танки були виготовлені та почалися їх ходові випробування. За результатами випробувань А-20 показав трохи кращу рухливість при русі на колесах, але поступився А-32 в прохідності, крім того, можливості ходової частини А-20 не дозволяли посилити бронезахист й озброєння, тоді як на А-32 до початку спільних випробувань, встановили 76-мм гармату Л-10, а товщина броні була більше на 5 — 10 мм і було можливо її подальше збільшення.
Наприкінці вересня 1939 після показу А-20 і А-32 (водій-випробувач Н. Ф. Носик) на полігоні в Кубинці керівництву НКО і членам уряду було прийнято рішення про збільшення товщини броні А-32 до 45 мм, після чого почалися ходові випробування танка А-32, довантаженими баластом (при цьому на танку була встановлена башта від А-20 з 45-мм гарматою). «Броня товста, як шматок українського сала», — жартували конструктори на ХПЗ. 19 грудня на засіданні Комітету оборони, за результатами випробувань А-32, було прийнято постанову № 443, яка наказувала:

КОМІТЕТ ОБОРОНИ при РНК Союзу РСР

ПОСТАНОВЛЯЄ:
Прийняти на озброєння РСЧА:
…
Танк Т-32 — гусеничний, з дизель-мотором В-2, виготовлений заводом № 183 Наркомсредньомашпрома, з наступними змінами:
а) збільшити товщину основних бронелистів до 45 мм;
б) поліпшити оглядовість з танка;
в) встановити на танк Т-32 наступне озброєння:
1) гармату Ф-32 калібру 76 мм, спарену з кулеметом калібру 7,62 мм;
2) окремий кулемет в радиста — калібру 7, 62 мм;
3) окремий кулемет калібру 7,62 мм;
4) зенітний кулемет калібру 7,62 мм.
Присвоїти вказаному танку назву Т-34.

До березня 1940 року завод мав збудувати два танки та закінчити їх заводські випробування.

## Передсерійні танки А-34 №1 і А-34 №2
У ніч з 5 на 6 березня 1940 року танк № 1 (водій-випробувач М. Ф. Носик) і танк № 2 (водій-випробувач І. Г. Битенський або В. Дюканов) без озброєння, закамуфльовані до невпізнання, а також два важких гусеничних артилерійських тягачів «Ворошиловець» в обстановці найсуворішої секретності попрямували своїм ходом з Харкова до Москви (750 км) поза дорогами загального користування. У зв'язку з ламанням танка № 2 під Бєлгородом (обрив головного фрикціона) колона розділилася. Танк № 1 прибув 12 березня на підмосковний машинобудівний завод № 37, місто Серпухов, де його разом з пізніше прибулим танком № 2 підремонтували. У ніч на 17 березня обидва танки прибули на Іванівську площу Кремля для демонстрації керівникам партії та уряду.
31 березня 1940 був підписаний протокол Державного Комітету Оборони про серійне виробництво танка А-34 (Т-34) на заводі № 183. Загальний план випуску на 1940-рік встановлюється в 200 машин, з 1942 СТЗ і ХПЗ повинні були повністю перейти на випуск Т-34 з планом 2000 танків на рік.

## Серійне виробництво

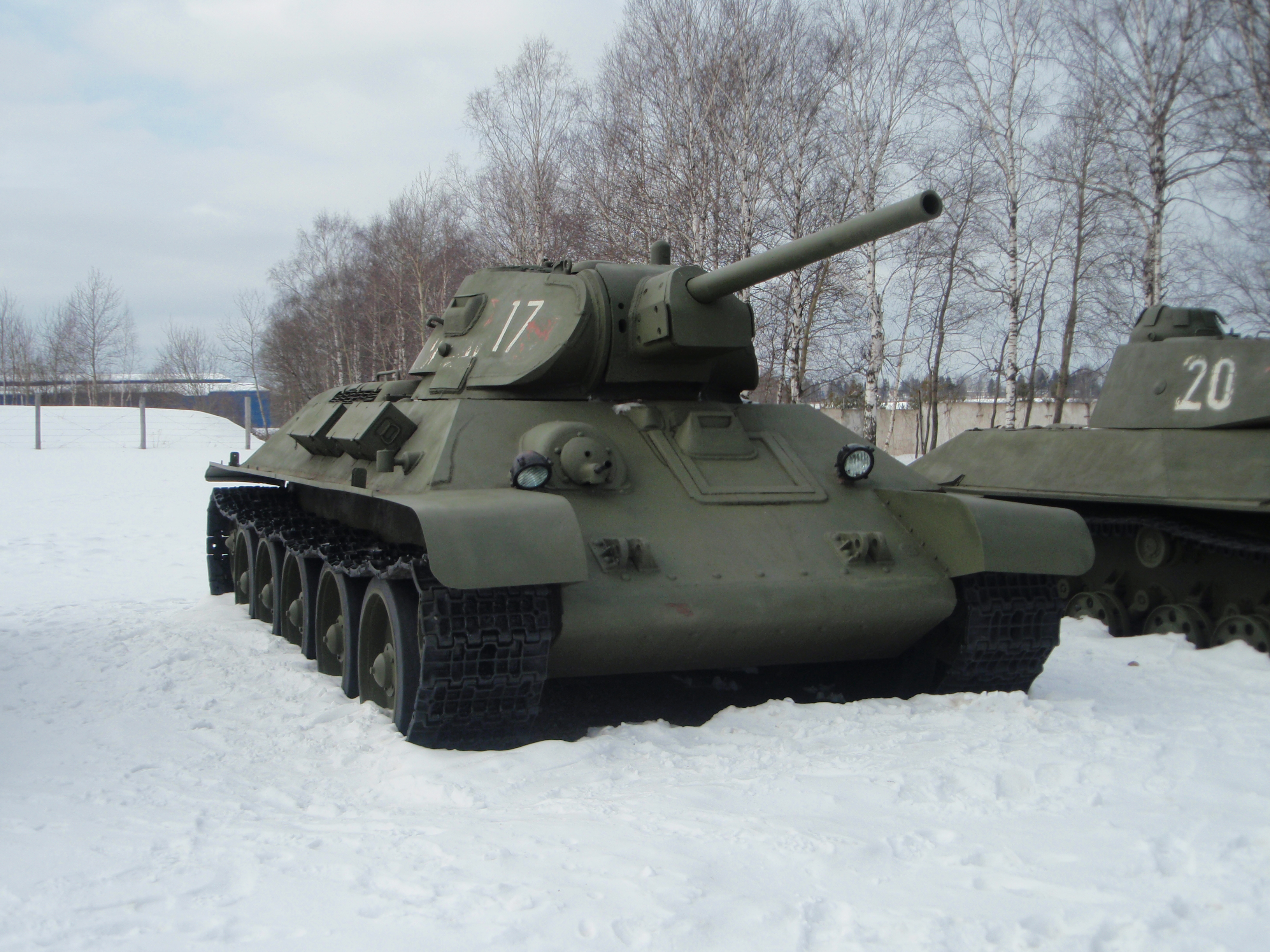
Т-34 1941 випуску в бронетанковому музеї в Кубинці

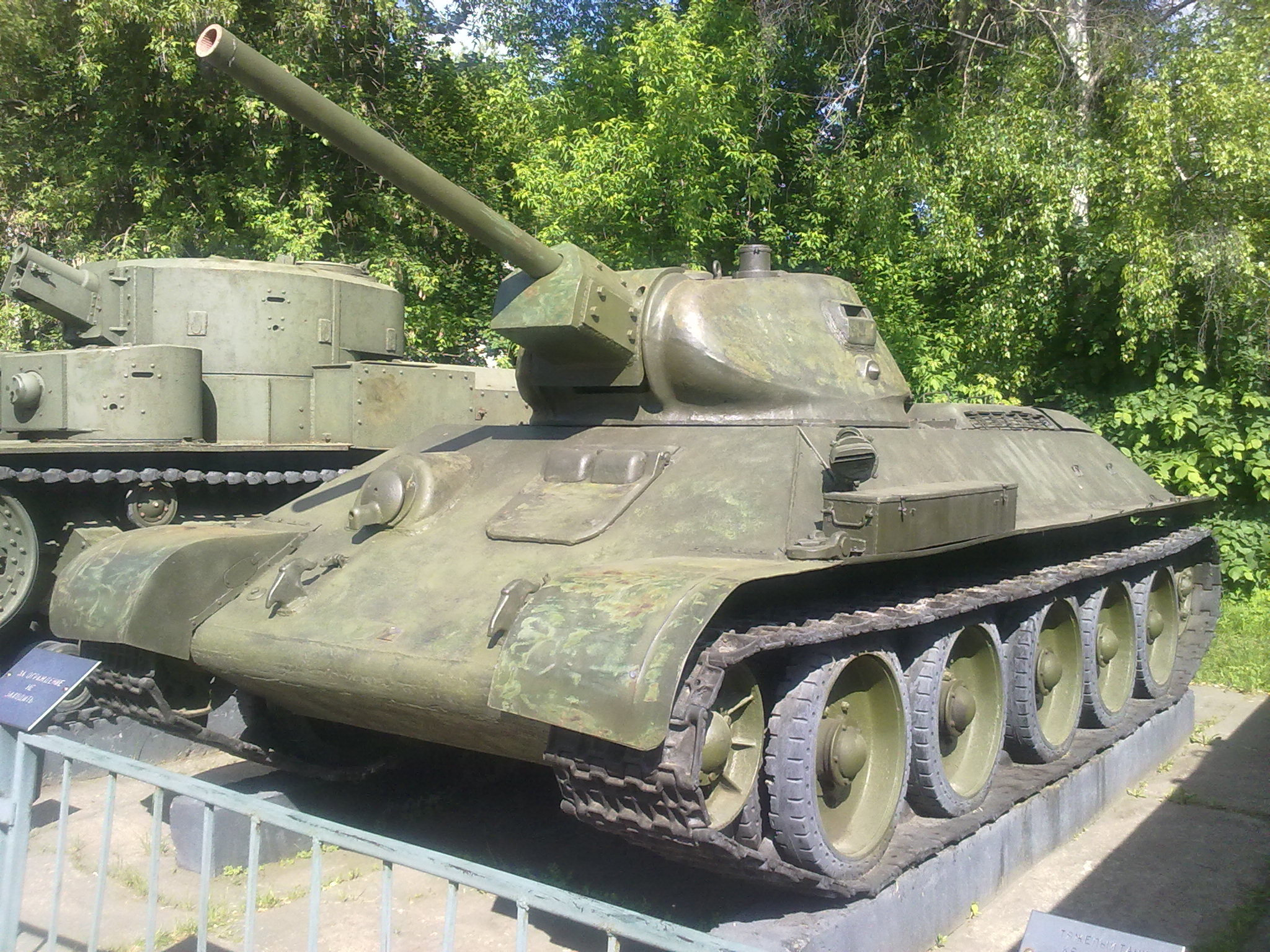
Т-34 1941 випуску з литою баштою в Центральному музеї Збройних Сил

Наказ про постановку Т-34 в серійне виробництво був підписаний Комітетом Оборони 31 березня 1940 року, у прийнятому протоколі наказувалося негайно поставити його на виробництво на заводах № 183 і СТЗ. Заводу № 183 наказувалося виготовити першу дослідну партію з 10 танків до перших чисел липня. Після закінчення випробувань двох прототипів, був прийнятий план виробництва, який передбачав виробництво 1940 року 150 машин, який до 7 червня був збільшений до 600 машин, 500 з яких повинен був поставити завод № 183, тоді як інші 100 — СТЗ. Через затримки з постачанням комплектувальних у червні на заводі № 183 були зібрані лише чотири машини, випуск танків на СТЗ ще більш затримувався. Хоча до осені темпи виробництва вдалося підняти, вони все ще значно відставали від плану та затримувалися браком складників, так, у жовтні через відсутність гармат Л-11 військовою комісією був прийнятий лише один танк. Виробництво Т-34 на СТЗ ще більш затримувалося. Протягом всього 1940 року велася робота щодо пристосування до серійного виробництва спочатку складного та нетехнологічного танка, але попри це, протягом 1940 року, були виготовлені, за різними даними, всього лише від 97 до 117 машин. Протягом осені 1940 року в конструкцію Т-34 був внесений і ряд більш великих змін, таких як установка потужнішої гармати Ф-34, також на Маріупольському металургійному заводі ім. Ілліча були розроблені лита та штампована башти.
«Про виробництво танків Т34 в 1941 р (джерело — Известия ЦК КПСС 1990 р, № 2. с. 204)
З постанови РНК СРСР і ЦК ВКП (б)
5 травня 1941 р
Цілком таємно
Особливої важливості
…
Затвердити Наркомсредмаша на 1941 план виробництва: а) танків Т-34 в кількості 2800 штук, в тому числі по заводу № 183 — 1800 штук і по СТЗ — 1000 штук із забезпеченням постачання машин НКО…
…
4) Зобов'язати Наркомсредмаша т. Малишева та директора заводу № 183 т. Максарєва забезпечити в 1941 р випуск 500 штук поліпшених танків Т-34 в рахунок програми встановленої цією постановою…»
Початок серійного виробництва Т-34 став завершальним етапом трирічної роботи радянських танкобудівників зі створення принципово нової бойової машини. В 1940—1945 роках постійно нарощувався обсяг випуску «тридцятьчетвірок», при цьому скорочувалися трудовитрати та вартість. Так, за час війни трудомісткість виготовлення одного танка скоротився у 2,4 раза (в тому числі бронекорпуса — в 5 разів, дизеля — в 2,5 рази), а вартість — майже вдвічі (з 270 000 руб. в 1941 р. до 142 000 руб. в 1945 р.).
| Випуск танків Т-34 заводами НКТП (в дужках — планова кількість) |           |                                                                                      |        |        |      |        |
| Завод                                                           | 1940      | 1941                                                                                 | 1942   | 1943   | 1944 | Усього |
| ХПЗ № 183 (Харків)                                              | 117 (500) | 1560 (1800) Планове завдання за постановою РНК СРСР і ЦК ВКП (б) від 5 травня 1941 р | —      | —      | —    | 1677   |
| № 183 (Нижній Тагіл)                                            | —         | 25                                                                                   | 5684   | 7466   | 1838 | 15 013 |
| № 112 «Червоне Сормово» (Горький)                               | —         | 173                                                                                  | 2584   | 2962   | 557  | 6276   |
| СТЗ (Сталінград)                                                | —         | 1256 (1000) Планове завдання за постановою РНК СРСР і ЦК ВКП (б) від 5 травня 1941 г | 2520   | —      | —    | 3776   |
| ЧТЗ (Челябінськ)                                                | —         | —                                                                                    | 1055   | 3594   | 445  | 5094   |
| УЗТМ (Свердловськ)                                              | —         | —                                                                                    | 267    | 464    | —    | 731    |
| № 174 (Омськ)                                                   | —         | —                                                                                    | 417    | 1347   | 1136 | 2900   |
| Усього                                                          | 117 (500) | 3014 (2800)                                                                          | 12 572 | 15 833 | 3976 | 35 467 |

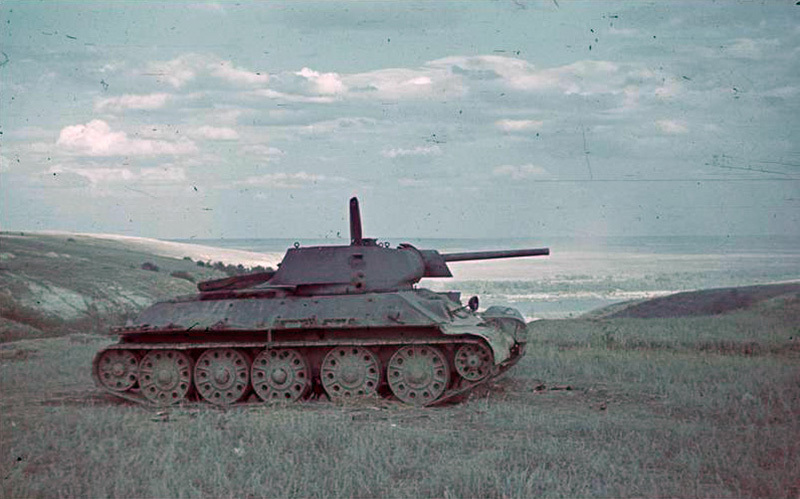
Підбитий Т-34 виробництва СТЗ, червень 1942 р.

До 22 червня 1941 було випущено 1066 танків Т-34. 1 липня 1941 року постановою № 1 Державного комітету оборони план випуску танків Т-34 на заводі № 183 і СТЗ значно збільшений, додатково залучається Горьківський завод № 112 («Червоне Сормово»). Вживаються заходи щодо оптимізації виробничих ланцюжків. Так, наприклад, якщо в червні 1941 року заводом № 183 було здано представникам військового приймання 170 танків Т-34, то в липні — 209, а в серпні — 266 бойових машин.

## Подальший розвиток

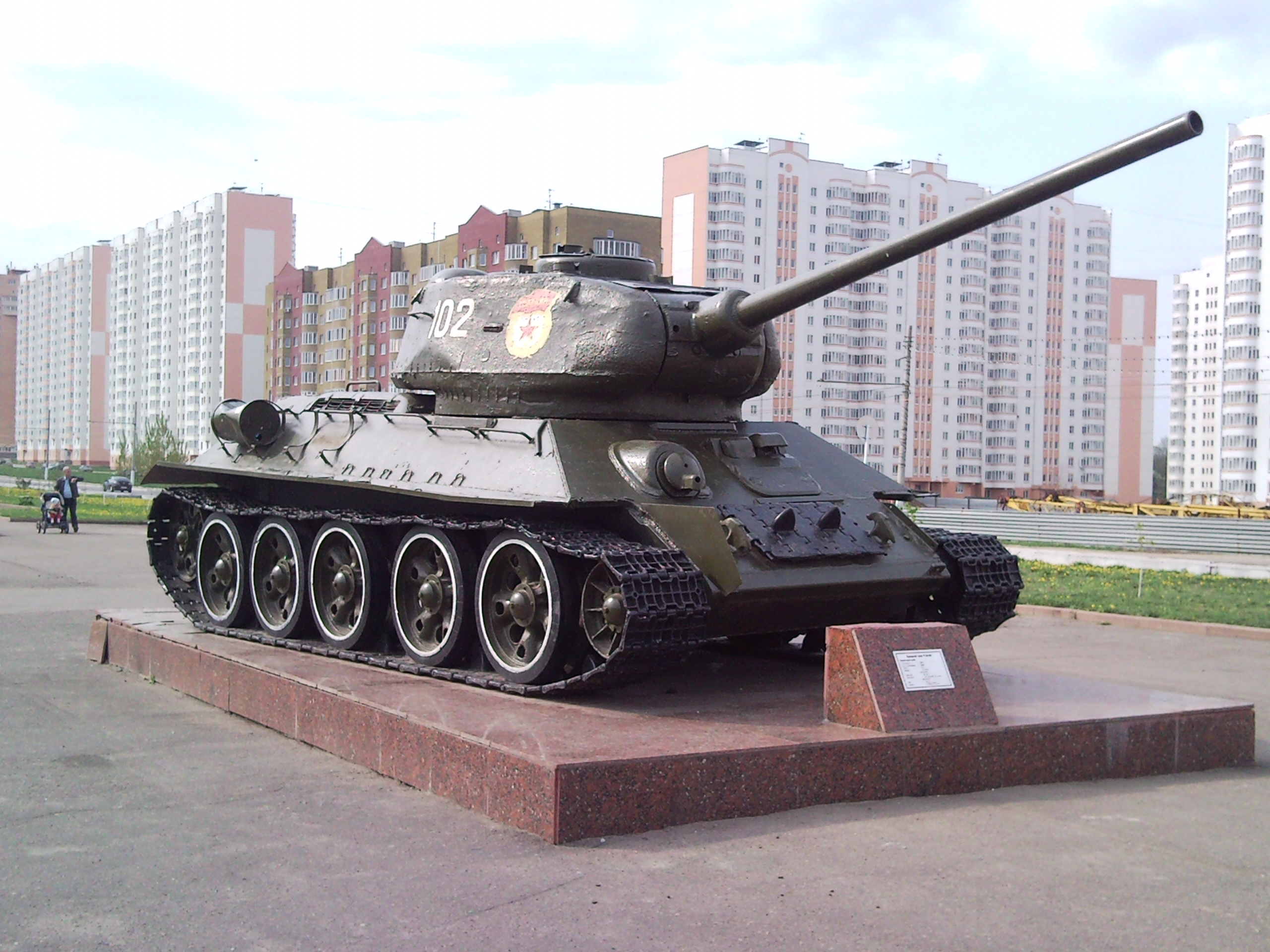
Т-34-85 зразка 1944 року на постаменті в Курську

Подальший розвиток танка Т-34 планувався за двома напрямками — «малої» та «великої» модернізації. Мала модернізація полягала в усуненні виявлених недоліків та здійснювалася на серійних машинах. Під більшою модернізацією малася на увазі науково-дослідна робота по створенню зразка танка Т-34 з розширеною баштою, що має командирську башточку, з посиленим бронюванням та новою ходовою частиною з торсіонною підвіскою (замість підвіски Крісті). У січні 1941 року відповідно до постанови Комітету оборони № 428 було вирішено:

До переходу на випуск модернізованого танка дозволити
- встановити повну бойову масу 27,5 т (замість 26 т);
- до танка № 451 по заводах № 183 і СТЗ встановлювати гармату Л-11;
- розміщення збільшеного до 100 снарядів боєкомплекту до 76-мм гармати — встановити з танка № 751;
- призвести потовщення днища корпусу в передній частині до 20 мм, кормової частини — до 16 мм і даху башти — до 20 мм, починаючи з танка № 1001;
- новий люк механіка-водія випробувати до 15 лютого 1941 і ввести в серійне виробництво, починаючи з танка № 1001;
- провести заміну люків механіка-водія на всіх раніше випущених танках до 1 січня 1942;
- установку гармати Ф-34 з рівноміцним бронюванням амбразури виробляти з танка № 451;
- двигун В-2К встановлювати з танка № 751. Заводу № 183 до 1 лютого 1941 встановити в Т-34 двигун В-2М і випробувати пробігом;
- до 1 липня 1941 розробити та встановити нову конструкцію повітроочищувача для двигуна;
- просити КО розробку командирської башточки перенести в варіант з торсіонною підвіскою та розширеною баштою;
- установку вогнемета в танк здійснювати починаючи з 1 квітня 1941;
- встановити гарантію по гусеницях за 3000 км, починаючи з танка № 1001;
- просити КО гусеницю з цівковим зачепленням перенести в варіант Т-34 з торсіонною підвіскою.

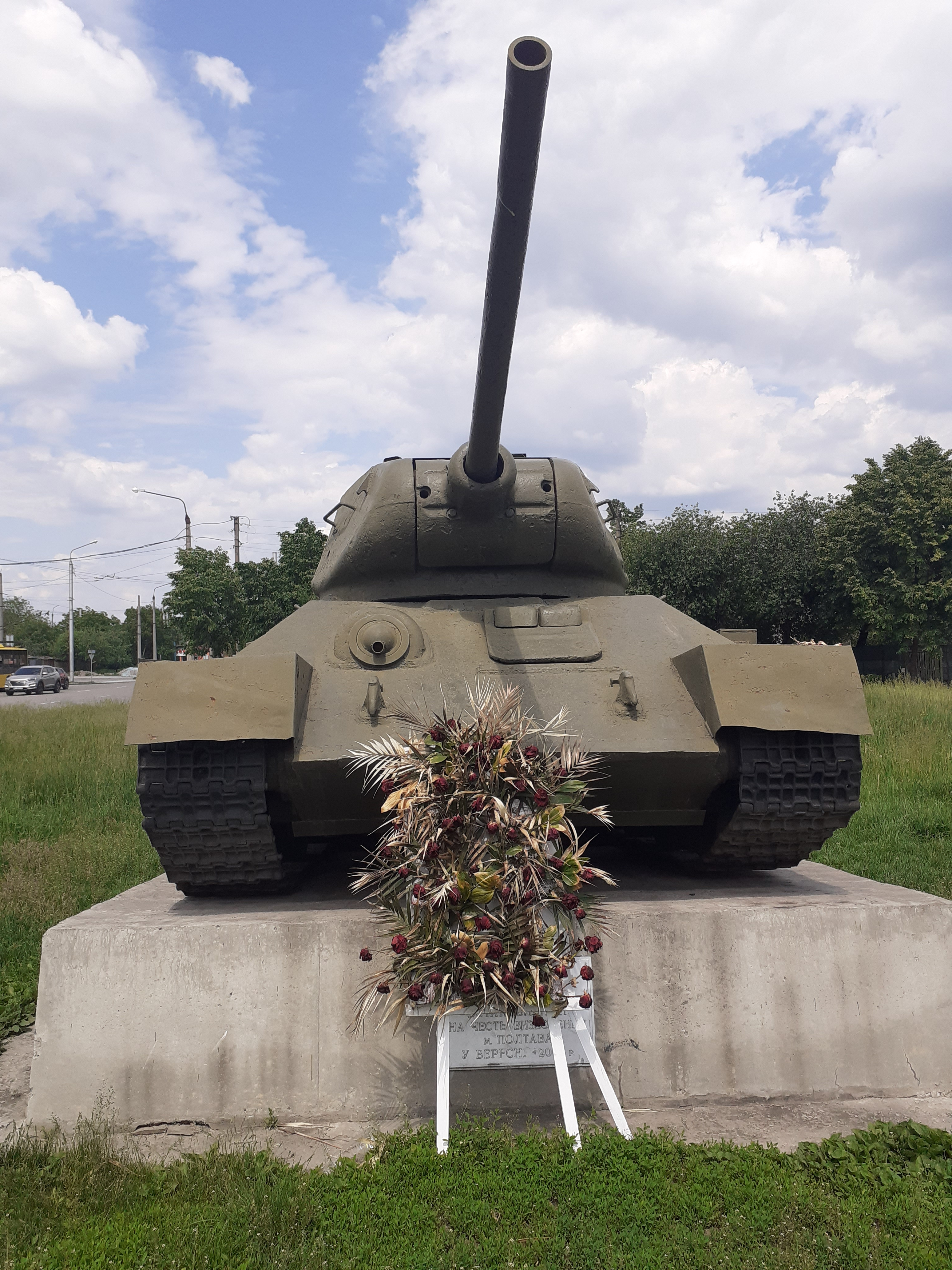
Т-34 зразка 1943 року на постаменті у Полтаві

Початок Німецько-радянської війни відсунув плани з модернізації танка на кілька років. Перед танкобудівниками були поставлені нові завдання: «припинити модернізацію Т-34, згорнути випуск всієї цивільної продукції, приступити до виконання мобілізаційного плану і бути готовими надати допомогу заводам, які будуть переключені на випуск танків Т-34.» (2-й Народний комісар середнього машинобудування СРСР В. А. Малишев, 22 червня 1941 року) Конструкція танків змінюється в бік спрощення, у виробництві використовуються різні замінники. Зокрема, з 29 листопада 1941 року СТЗ перейшов на випуск сталевих литих котків із внутрішньою амортизацією та гусеницею нової конструкції, оскільки з серпня почалися перебої з постачанням гумових бандажів з Ярославського гумо-азбестового комбінату. Брак дизельних двигунів В-2 аж до весни 1943 року компенсувався на СТЗ установкою в танки авіаційних карбюраторних двигунів М-17Ф, що пройшли по 3 — 4 капітальні ремонти. 
 На заводі № 112 «Червоне Сормово» було розроблено конструкція спрощеного корпусу: без механічної обробки кромок листів після газополум'яного різання, з спрощенням з'єднання деталей у «чверть» та введенням шипів з'єднання лобового листа з бортами та підкрилками.
У 1943 році, у зв'язку з масовою появою у німців нових моделей бронетехніки з посиленим бронюванням, ефективність 76,2 мм танкових гармат Т-34 одразу стала недостатньою. Це змусило шукати способи підвищення бойових якостей Т-34. Після опрацювання кількох варіантів в серійне виробництво в 1944 року був запущений Т-34-85, озброєний новою гарматою С-53 калібру 85 мм. Екіпаж збільшився з 4 до 5 осіб, танк отримав нову башту з посиленим бронюванням та більш зручну для екіпажу та командира. У результаті маса зросла на кілька тонн (до 32 т), що призвело до незначного зниження динамічних характеристик.

## Опис конструкції
Т-34 має класичне компонування. Екіпаж танка складається з чотирьох осіб — механіка-водія та стрільця-радиста, що розташовуються у відділенні управління та заряджаючий з командиром, що виконує також функції навідника, які перебували у двомісній башті.
Будь-яких чітко виділених модифікацій лінійного Т-34-76 не існувало. Тим не менш, в конструкції серійних машин були суттєві відмінності, викликані різними умовами виробництва на кожному з заводів що їх виробляли у певний проміжок часу, а також загальним удосконаленням танка. В історичній літературі ці відмінності, зазвичай, групуються по заводу-виробнику та періоду виробництва, деколи з вказівкою на характерну особливість, якщо на заводі паралельно вироблялися два або більше типи машин. Втім, у військах картина могла ще більш ускладнюватися, оскільки через високу ремонтопридатність Т-34, підбиті танки найчастіше знову відновлювалися, і вузли пошкоджених машин різних версій при цьому найчастіше збирали в цілий танк в самих різних поєднаннях.

### Броньовий корпус та башта

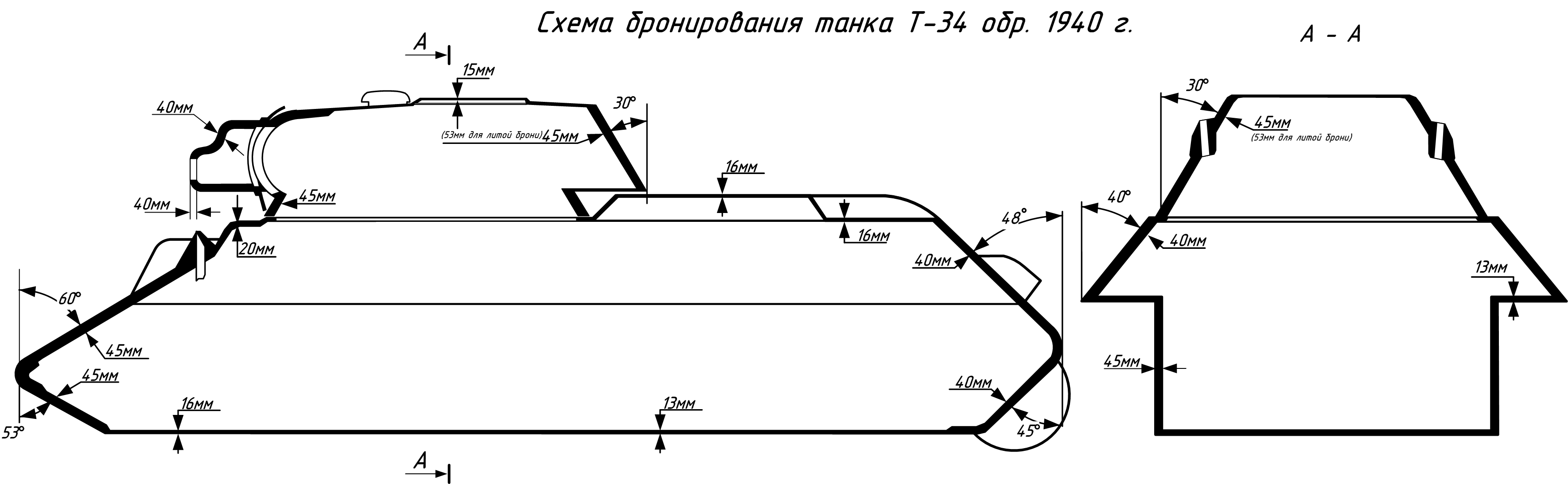
Схема бронювання Т-34 зр. 1940 р.

Броньовий корпус Т-34 — зварний, який збирався з катаних плит і листів гомогенної сталі марки МЗ-2 (І8-С), товщиною 13, 16, 40 і 45 мм, після складання піддавалися поверхневому загартуванню. Броньовий захист танка протиснарядний, рівноміцний, виконаний з раціональними кутами нахилу. Лобова частина складалася з броньових плит що сходяться клином товщиною 45 мм: верхньої, розташованої під кутом в 60 ° до вертикалі та нижньої, розташованої під кутом в 53 °. Між собою верхня та нижня лобові бронеплити з'єднувалися за допомогою балки. Борти корпусу в нижній своїй частині розташовувалися вертикально і мали товщину в 45 мм. Верхня частина бортів, в районі надгусеничних полиць, складалася з 40-мм броньових плит, розташованих під кутом в 40 °. Кормова частина збиралася з двох броньових плит що сходилися клином 40-мм: верхньої, розташованої під кутом в 47 ° і нижньої, розташованої під кутом в 45 °. Дах танка в районі моторно-трансмісійного відділення збирався з 16-мм броньових листів, а в районі підбаштової коробки броня мала товщину в 20 мм. Днище танка мало товщину 13 мм під моторно-трансмісійним відділенням і 16 мм у лобовій частині, також невелика ділянка кормового краю днища складалася з 40-мм бронеплити.
На Т-34 зразка 1943 року товщина верхньої кормової бронеплити була збільшена з 40 до 45 мм, а товщина днища в лобовій частині — з 16 до 20 мм. Також корпуси танків могли мати незначні відмінності, що залежали від заводу-виробника, так на машинах, випущених Сталінградською судноверф'ю в 1942 році, верхній лобовий лист приварюють до бортового з'єднанням у шип, замість такого що зазвичай використовувалося з'єднання у стик.
Башта Т-34 — двомісна, близька до шестигранної в плані форми, з кормовою нішею. Залежно від заводу-виробника і року випуску, на танк могли встановлюватися башти різної конструкції. На Т-34 перших випусків встановлювалася зварна башта з катаних плит і листів. Стінки башти виконувалися з 45-мм броньових плит, розташованих під кутом в 30 °, лоб башти являв собою 45-мм, вигнуту у формі половини циліндра, плиту з вирізами під установку гармати, кулемета та прицілу. Дах башти складався з 15-мм броньового листа, зігнутого під кутом від 0 ° до 6 ° до горизонталі, днище кормової ніші — горизонтальний 13-мм бронелист. Хоча інші типи башт також збиралися за допомогою зварювання, саме башти первісного типу відомі в літературі під назвою «зварних».
Незабаром після початку серійного випуску Т-34, вже до кінця 1940 року, у виробництво була запущена також лита башта. Стінки такої башти відливалися цілком, а дах що складалася як і раніше з катаних броньових листів — приварювався до них. Оскільки лита броня при рівній товщині з катаною має меншу снарядостійкість, для збереження захисту на колишньому рівні товщина стінок була збільшена до 52 мм. В іншому литі башти були по конструкції ідентичні зварним. Виробництво литих башт до Т-34 тривало паралельно зі звареними аж до закінчення його випуску.
Ще одним, менш поширеним типом башти стала штампована, що випускалася УЗТМ з 1942 року. Верхня частина такої башти виготовлялася цілком, за винятком маски гармати, штампуванням з 45-мм листа. Істотних відмінностей від зварних або литих башт штампована не мала, проте зовні башти такого типу легко відрізняються по округленим верхнім граням. Всього на момент припинення випуску Т-34 на УЗТМ 1 березня 1944 року було випущено, за різними даними, 2050 або 2062 башти цього типу.
З 1942—1943 років перейшли на виробництво башт поліпшеної форми, що вирізнялася більшою шириною, меншим нахилом бортів та корми і близькою до правильного шестикутника формою в плані. Через характерної форми, такі башти були відомі як «шестигранні» або «башти-гайки». Нова башта відрізнялася більшим внутрішнім об'ємом, але все одно залишалася тісною і як і раніше двомісною. Ще однією істотною зміною стало введення до 1943 року командирської башточки циліндричної форми, яка встановлювалася на даху башти. Однак, оскільки командир танка був зайнятий обслуговуванням гармати, башточка виявилася для нього практично марною та повсюдного поширення не отримала.

### Озброєння

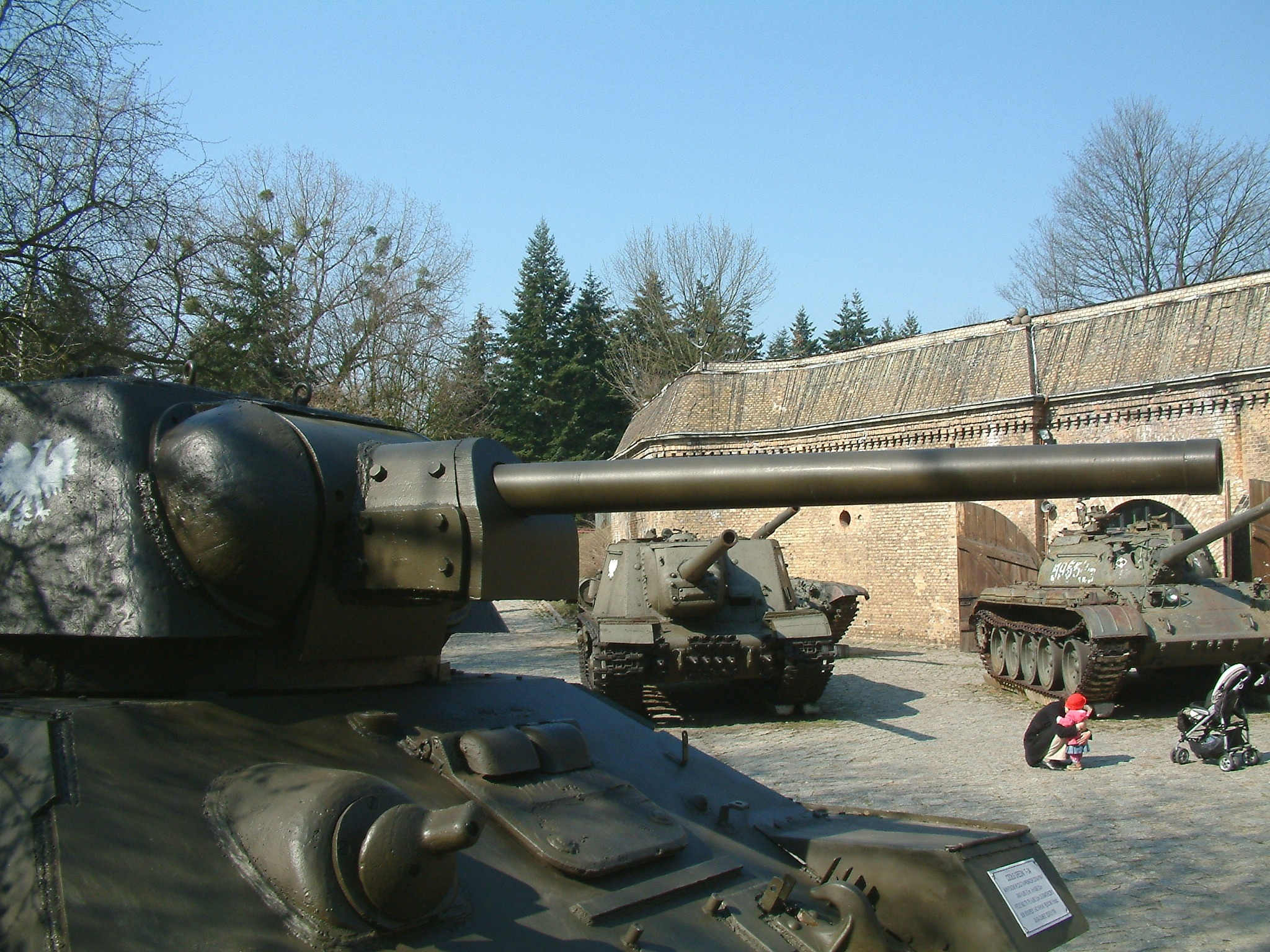
76/41,5 Ф-34

Основним озброєнням Т-34 ранніх випусків (1940 — початку 1941) була 76-мм танкова гармата зразка 1938/39 років (Л-11). Довжина ствола гармати — 30,5 калібрів/2324 мм, початкова швидкість бронебійного снаряда — 612 м/с. З лютого — березня 1941 року вона була замінена на 76-мм гармату зразка 1940 м. (Ф-34). Довжина ствола цієї гармати дорівнювала 41,5 калібру/3162 мм, а початкова швидкість бронебійного снаряда — 662 м/с. Практична скорострільність гармат у бойових умовах становила порядку 1 — 2 пострілів на хвилину.
Гармата встановлювалася на цапфах у лобовій частині башти, в спареній з кулеметом установці. Вертикальне наведення, для Л-11 в межах-5… +25 °, для Ф-34 в межах-5 ° 30 '… +26 ° 48', здійснювалося за допомогою гвинтового механізму, горизонтальне наведення — виключно поворотом башти. Для наведення на ціль на танках з гарматою Л-11 використовувалися телескопічний приціл ТОД-6 і перископний панорамний приціл ПТ-6. На танках з гарматою Ф-34 ранніх випусків використовувалися телескопічний ТОД-7 приціл та перископний панорамний ПТ-7, згодом замінені на телескопічний ТМФД-7, що мав поле зору 15 ° і збільшення в 2,5 × і перископний панорамний ПТ-4-7, що забезпечував поле зору в 26 ° при тому ж збільшенні, але відрізнявся меншою точністю через похибки, що вносяться механізмом зв'язку між прицілом та гарматоюВітчизняні броньовані машини 1941-1945. — С. 62.. З 1943 року на Ф-34 встановлювався також бічний рівень для ведення вогню з закритих позицій.
Обидві гармати використовували один асортимент боєприпасів: унітарні постріли до 76-мм дивізійної гармати зразка 1902/30 років та 76-мм полкової гармати зразка 1927. Боєкомплект гармати на Т-34 випуску 1940—1942 років складався з 77 пострілів, які розміщувалися у валізах на підлозі бойового відділення і в укладках на його стінках. На Т-34 випуску 1942—1944 з «поліпшеною баштою», боєкомплект був збільшений до 100 пострілів. У боєкомплект могли входити постріли з каліберних, підкаліберних бронебійних, осколково-фугасних, шрапнельних та картечних снарядів. Підкаліберні снаряди через наявність у них карбіду вольфраму були протягом всієї війни в дефіциті і в боєкомплект лінійних танків включалися лише за наявності ймовірності відбиття танкових атак.
| Номенклатура боєприпасів танкових гармат Л-11 і Ф-34                           |            |                  |            |                                     |                       |
| Тип                                                                            | Позначення | Маса снаряда, кг | Маса ВР, г | Початкова швидкість, м/с (для Ф-34) | Дальність таблична, м |
| каліберні бронебійні снаряди                                                   |            |                  |            |                                     |                       |
| тупоголовий з балістичним наконечником трасуючий                               | БР-350А    | 6,3              | 155        | 662                                 | 4000                  |
| тупоголовий з балістичним наконечником з локалізатором трасуючий               | БР-350Б    | 6,5              | 119        | 655                                 | 4000                  |
| тупоголовий з балістичним наконечником суцільний трасуючий (БР-350Б суцільний) | БР-350БСП  | 6,5              | немає      | 655                                 | 4000                  |
| Підкаліберні бронебійні снаряди                                                |            |                  |            |                                     |                       |
| Котушковий (прийнятий на озброєння в квітні 1943)                              | БР-354П    | 3,02             | немає      | 950                                 | 500                   |
| Осколково-фугасні снаряди                                                      |            |                  |            |                                     |                       |
| Сталева далекобійна граната                                                    | ОФ-350     | 6,2              | 710        | 680                                 | 13 290                |
| осколкова далекобійна граната із сталистого чавуну                             | О-350А     | 6,21             | 540        | 680                                 | 10 000                |
| осколково-фугасний                                                             | ОФ-350В    | 6,2              | ?          | ?                                   | ?                     |
| осколково-фугасний дрібносерійний                                              | ОФ-363     | 7,1              | ?          | ?                                   | ?                     |
| фугасна сталева стара російська граната                                        | Ф-354      | 6,41             | 785        | 640                                 | 9170                  |
| фугасна сталева стара російська граната                                        | Ф-354М     | 6,1              | 815        | ?                                   | ?                     |
| Шрапнель                                                                       |            |                  |            |                                     |                       |
| Шрапнель з трубкою 22 сек. або Д; 260 ГВЕ                                      | Ш-354      | 6,5              | 85         | 624                                 | 6000                  |
| Шрапнель з трубкою Т-6; 250 ГВЕ                                                | Ш-354Т     | 6,66             | 85         | 618                                 | 8600                  |
| Шрапнель Гартц з накидками                                                     | Ш-354Г     | 6,58             | 85         | ?                                   | ?                     |
| Стрижнева шрапнель                                                             | Ш-361      | 6,61             | немає      | 666                                 | 8400                  |
| Картеч                                                                         |            |                  |            |                                     |                       |
| Картеч; 549 ГВЕ                                                                | Ш-350      | ?                | ?          | ?                                   | 200                   |

|  | Ліворуч: Боєприпаси гармати Ф-34: 1. Постріл УБР-354А зі снарядом БР-350А (тупоголовий з балістичним наконечником, трасуючий). 2. Постріл УБР-354Б зі снарядом БР-350Б (тупоголовий з балістичним наконечником, з локалізатори, трасуючий). 3. Постріл УБР-354П зі снарядом БР-350П (підкаліберний бронебійний снаряд, трасуючий, «котушкового» типу). 4. Постріл Уоф-354М зі снарядом ОФ-350 (сталевий осколково-фугасний снаряд). 5. Постріл УШ-354Т зі снарядом Ш-354Т (шрапнель з трубкою Т-6) Праворуч: Бронебійні 76-мм снаряди в розрізі: 1. БР-350А. 2. БР-350БСП. 3. БР-350П. |

| Таблиця бронепробивності для 76-мм танкової гармати зр. 1940 р. (Ф-34) |                            |                            |
| Дальність, м | При куті зустрічі 60 °, мм | При куті зустрічі 90 °, мм |
| тупоголовий каліберний бронебійний снаряд БР-350А |                            |                            |
| 100 | 69 — 86                    | 80 — 89                    |
| 300 | 63 — 79                    | 76 — 84                    |
| 500 | 59 — 70                    | 70 — 78                    |
| 1000 | 50 — 63                    | 63 — 73                    |
| 1500 | 43 — 52                    | 58 — 65                    |
| тупоголовий з локалізатором каліберний бронебійний снаряд БР-350Б |                            |                            |
| 100 | 74 — 89                    | 86 — 94                    |
| 300 | 69 — 82                    | 81 — 90                    |
| 500 | 62 — 76                    | 75 — 84                    |
| 1000 | 55 — 71                    | 68 — 78                    |
| 1500 | 48 — 55                    | 62 — 69                    |
| підкаліберний снаряд БР-354П |                            |                            |
| 100 | н/д — 92                   | н/д — 102                  |
| 300 | н/д — 87                   | н/д — 98                   |
| 500 | н/д — 77                   | н/д — 92                   |
| Наведені дані належать до радянської методики вимірювання пробивної здатності та радянської броні високої твердості. Перша зазначена цифра відповідає «гарантованому пробиттю» (80 % ймовірність наскрізного проникнення снаряда), друга — «початкового пробиття» (20 % ймовірність проникнення). Слід пам'ятати, що показники бронепробивості можуть помітно відрізнятися при використанні різних партій снарядів та різної за технологією виготовлення броні. |                            |                            |

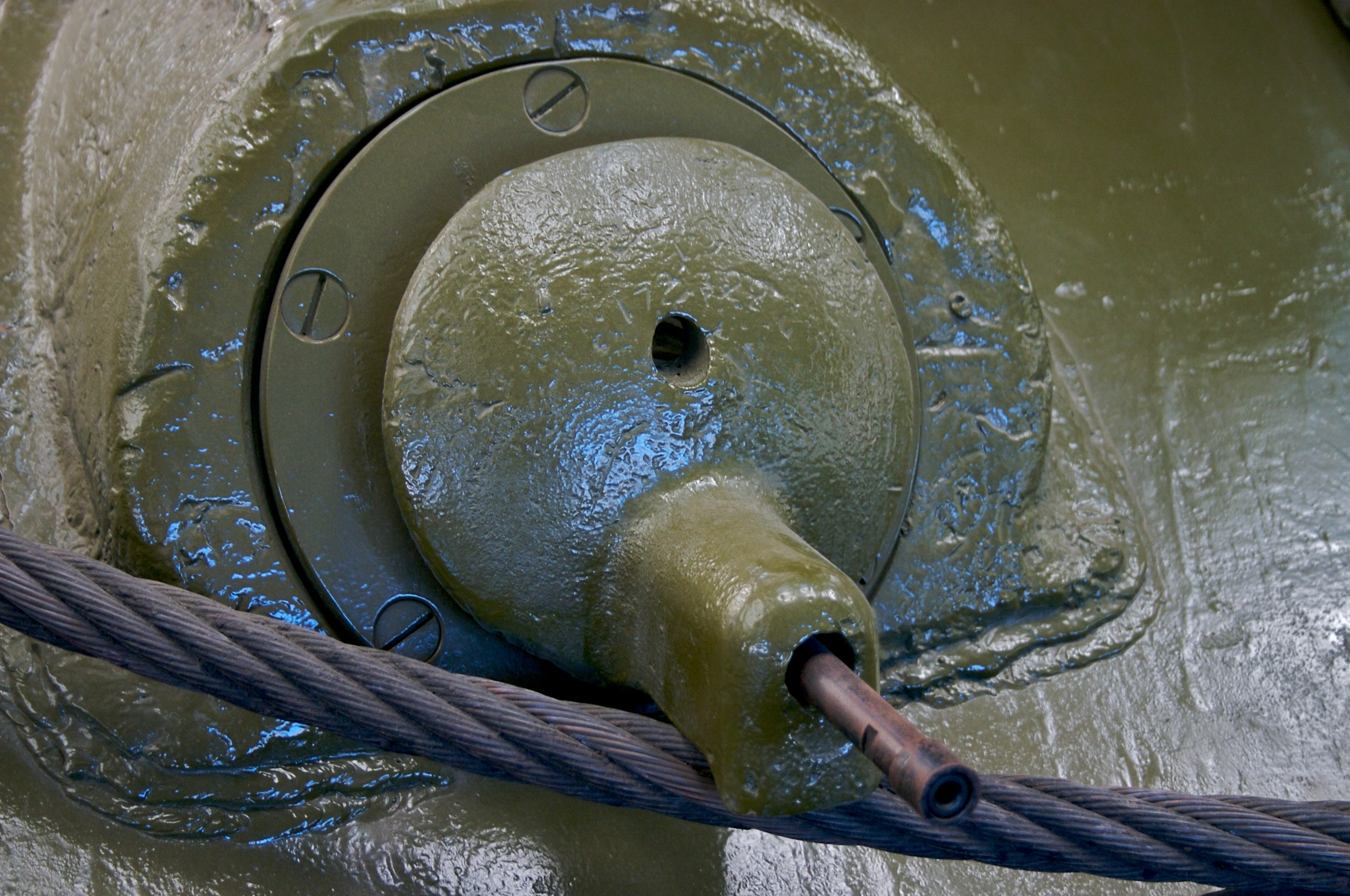
7,62-мм кулемет ДТ у лобовій плиті корпусу.

Допоміжне озброєння танка становили два 7,62-мм кулемети ДТ. Один з них («спарений») розміщувався в спареній з гарматою установці і мав спільні з нею кути наведення. Інший («курсовий») перебував у кульовій установці у верхній лобовій плиті корпусу, його кути наведення становили ± 12 ° у горизонтальній площині і −6… +16 ° у вертикальній. Боєкомплект кулеметів становив на танках ранніх випусків, за різними даними, 46 або 49 дисків по 63 патрони (в сумі 2898 або 3087 патронів), На самих ранніх машинах, які не мали радіостанції, він збільшувався до 75 дисків (4725 патронів). На Т-34 з удосконаленою баштою, боєкомплект складався з 50 дисків (3150 патронів).

### Засоби спостереження та зв'язку
Механік-водій у не бойових умовах здійснював спостереження за місцевістю через відкритий люк. Для огляду в бою він мав у своєму розпорядженні нерухомий призмовий перископічний оглядовий прилад в кришці люка і два допоміжних перископічних прилади, розташовані з боків від люка і спрямовані під кутом 60 ° до поздовжньої осі танка. З 1942 року, з введенням спрощеної кришки люка, центральний перископ був замінений двома, здатними закриватися броньовою заслінкою для захисту від куль і осколків. Стрілець-радист своїх приладів спостереження не мав, єдиним засобом огляду місцевості для нього міг служити діоптричний приціл курсового кулемета, що мав поле огляду всього в 2 — 3°. 

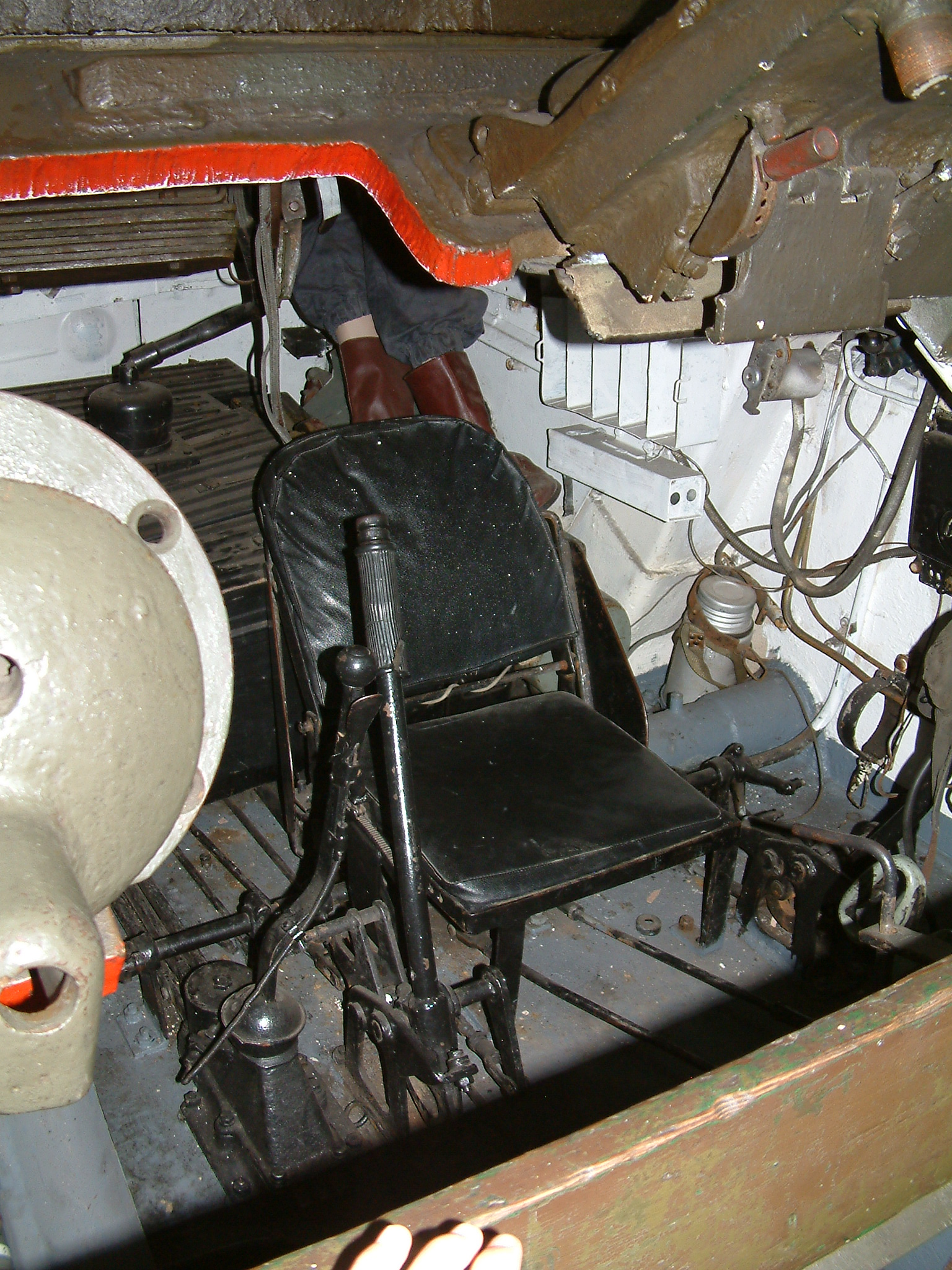
Місце механіка-водія.

 В обох бортах башти на танках ранніх випусків встановлювалися перископічні оглядові прилади, якими могли користуватися як командир, так і заряджальник, для якого цей прилад на танках ранніх випусків був єдиним засобом спостереження. На значній частині танків, що випускалися з 1942 року, бортові перископічні прилади були замінені простими оглядовими щілинами, що закривалися з внутрішньої сторони захисним триплексним склоблоком. На танках ранніх випусків командир мав для спостереження за місцевістю поворотний перископний оглядовий прилад, що розміщувався в кришці люка башти та давав круговий огляд, а також поворотну командирську панораму ПТ-К, яка встановлювалася ліворуч в лобовій частині даху башти. На танках, що випускалися з осені 1941 року, оглядовий прилад в кришці люка був ліквідований, а командирська панорама на значній частині танків пізніх випусків замінювалося перископічним прицілом ПТ-4-7, що міг також використовуватися в поворотному режимі для спостереження за місцевістю та забезпечували поле зору в 26° при збільшенні 2,5×. На значній частині танків випуску воєнного часу перископний оглядовий прилад, ПТ-К або іншої моделі, отримував і заряджальник. На частині танків випуску 1943 року на люку командира встановлювалася командирська башточка, забезпечена п'ятьма оглядовими щілинами із захисним склоблоком, яка забезпечувала круговий огляд. Крім цього, в поворотному даху башточки встановлювався додатковий перископний оглядовий прилад. Через завантаженість командира функціями навідника, ефективність командирської башточки для нього виявилася менше очікуваної, і широкого розповсюдження її установка не отримала.
На Т-34 перших серій встановлювалася короткохвильова телефонна радіостанція 71-ТК-3, незабаром замінена на більш нову 9-Р. Радіостанція 9-Р забезпечувала дальність зв'язку в 15 — 25 км з місця і 9 — 18 км в русі в телефонному режимі. З 1943 року Т-34 оснащувалися симплексною радіостанцією 9-РМ, що працювала на розширеному діапазоні частот. На танках ранніх випусків, через дефіцит радіостанцій, ними оснащувалися лише машини командирів підрозділів і лише невелика частина лінійних танків. Надалі, ситуація з випуском радіостанцій поступово покращилася, але остаточно до повної радіофікації танків змогли перейти лише під час випуску Т-34-85. Для внутрішнього зв'язку між членами екіпажу служив телефонний танковий переговорний пристрій, на танках ранніх випусків — ТПУ-2 або ТПУ-3, пізніше замінене на ТПУ-3-бісФ.

### Двигун та трансмісія

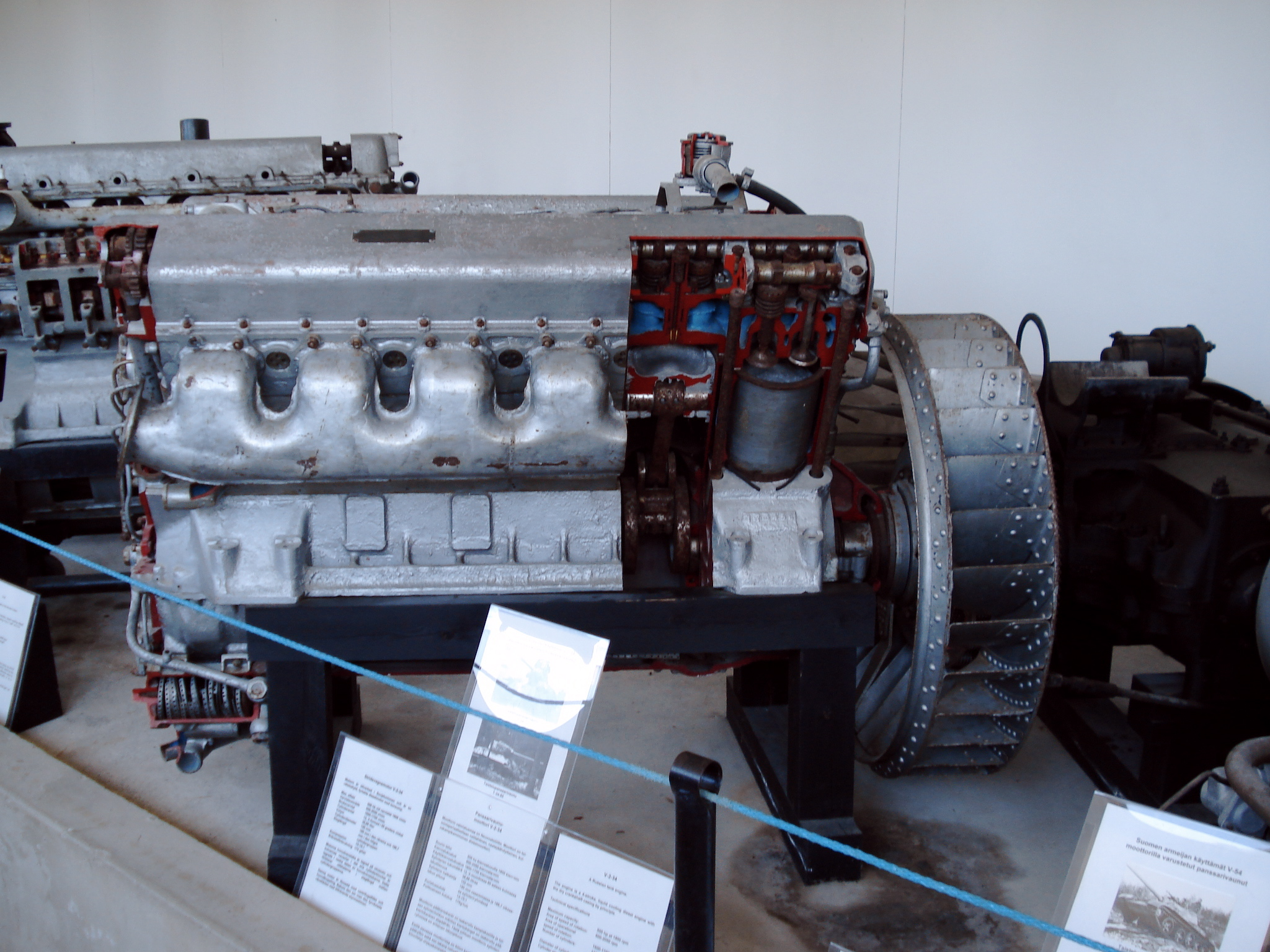
Двигун В-2-34.

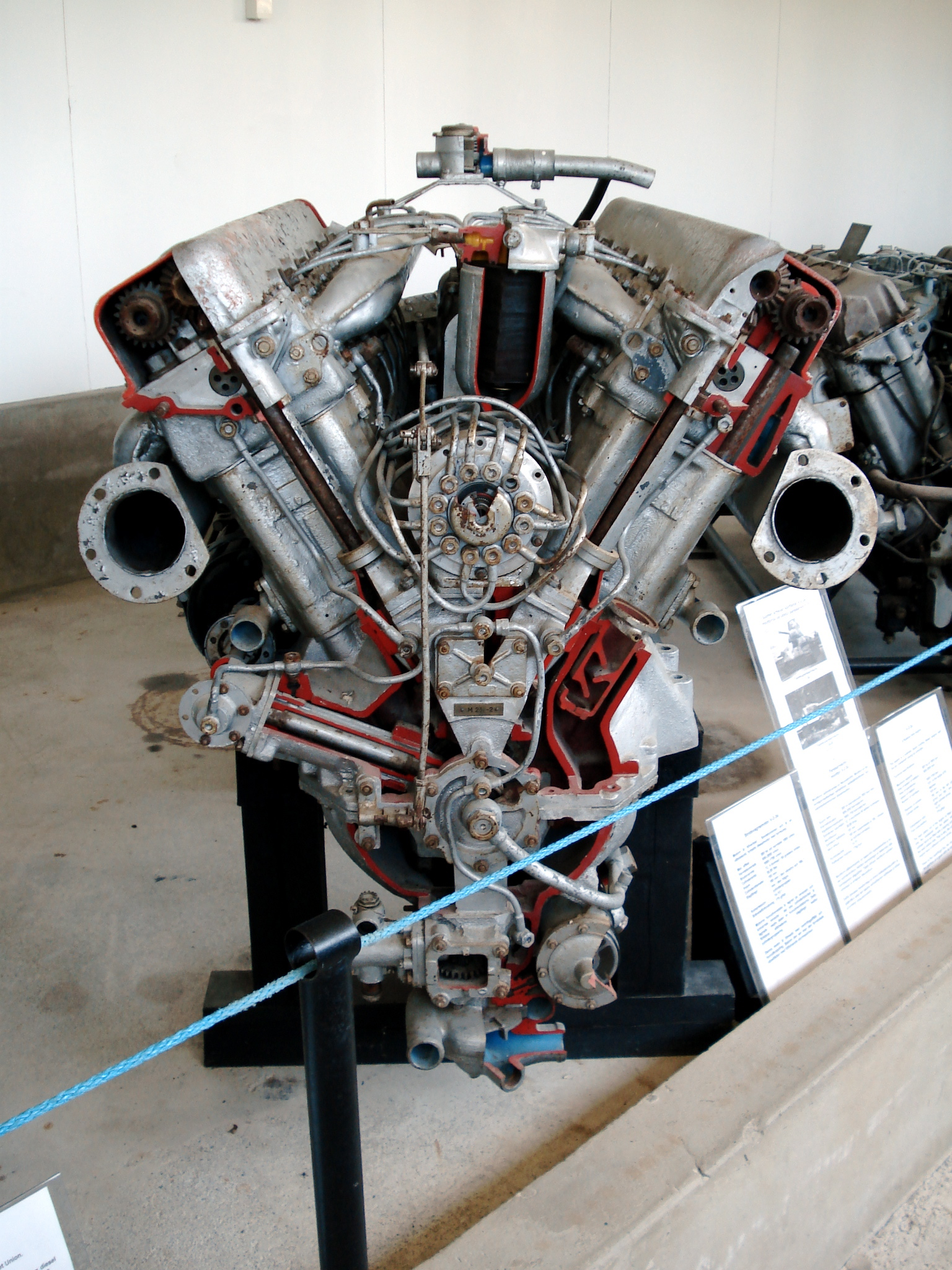
двигун В-2

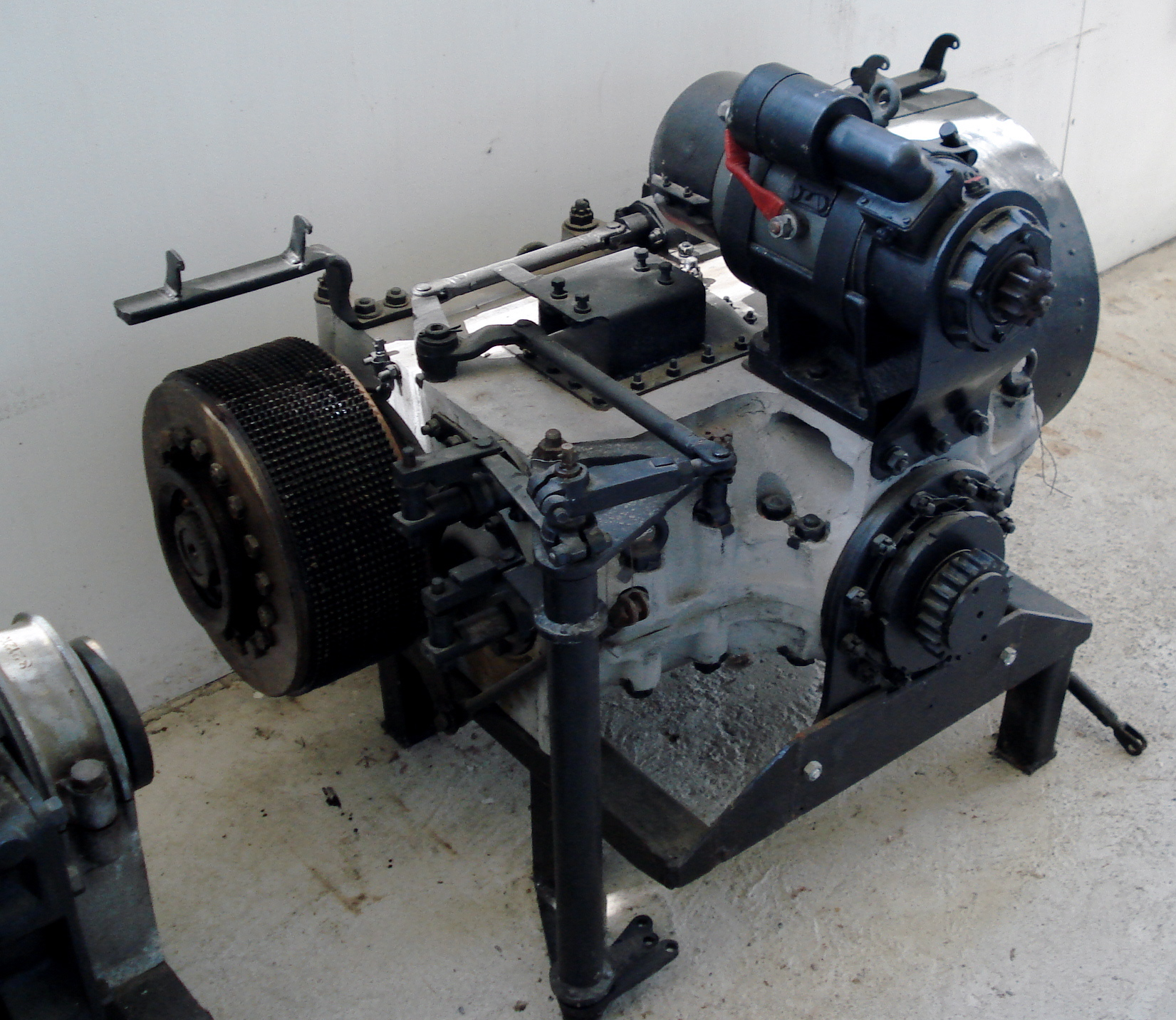
Трансмісія Т-34 без деяких частин у фінському музеї

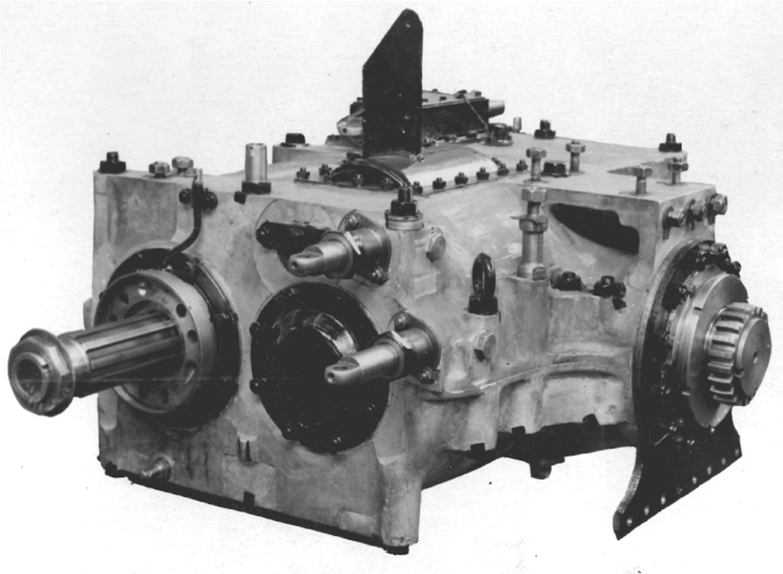
4-швидкісна КПП танка Т-34.

На всіх модифікаціях Т-34 встановлювався V-подібний 12-циліндровий чотиритактний дизельний двигун рідинного охолодження моделі В-2-34, розроблений під керівництвом Челпана Костянтина Федоровича. Максимальна потужність двигуна — 500 к. с. при 1800 об/хв, номінальна — 450 к. с. при 1750 об/хв, експлуатаційна — 400 к. с. при 1700 об/хв. Однак через брак двигунів В-2, 1201 з випущених у 1941—1942 роках Т-34 були оснащені карбюраторними авіаційними моторами М-17Т або М-17Ф тієї ж потужності.
Для очищення повітря що надходить у двигун, на Т-34 випуску 1940—1941 років застосовувався очисник повітря типу «Помона», що відрізнявся надзвичайно ненадійною роботою. З 1942 року він був змінений двома повітряочисниками типу «Циклон», чим значно підвищили надійність роботи рухової установки. Два трубчастих радіатора системи охолодження двигуна встановлювалися по обидві сторони від нього. Внутрішні паливні баки на Т-34 розташовувалися по бортах корпусу, в проміжках між кожухами пружин підвіски. Танки ранніх випусків мали шість внутрішніх баків загальною місткістю 460 л, на машинах пізніх випусків число внутрішніх баків було доведено до восьми, а їх загальна місткість — до 540 л. Загальна місткість чотирьох зовнішніх бортових паливних баків на ранніх машинах становила 134 л, на Т-34 випуску 1942 вони були замінені двома кормовими аналогічної місткості, а на танках пізніх випусків — двома, а потім трьома циліндричними бортовими баками місткістю 90 л кожний.
До складу трансмісії Т-34 зразка 1940 входили:
- багатодисковий головний фрикціон сухого тертя (сталь по сталі);
- механічна триходова четириступенева (4+1) коробка передач;
- механізм повороту, що складався з бортових багатодискових фрикціонів сухого тертя (сталь по сталі) та бортових стрічкових гальм з обшивкою феродо;
- одноступеневі бортові передачі.

З кінця 1942 року на Т-34 встановлювалася нова п'ятиступенева коробка передач з постійним зачепленням шестерень, була також удосконалена конструкція головного фрикціона.
Т-34-57
Випущена восени 1941 року в м. Клин серія Т-34 з 57-мм танковою гарматою мала відмінності і в рушійній установці. Замість дизеля був встановлений карбюраторний двигун М-17 (ліцензійний BMW-VI) Відомостей про різницю маневрових якостей з «дизельними» модифікаціями немає.

### Ходова частина

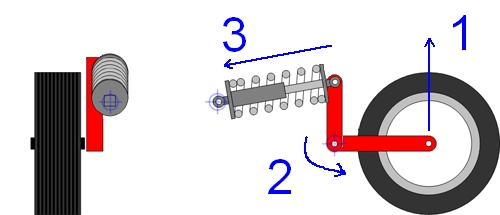
Схема Підвіски Крісті

У ходовій частині Т-34 використовувалася підвіска Крісті, успадкована ним від серії танків БТ. З кожного борту ходова частина складалася з п'яти великих здвоєних опорних котків діаметром 830 мм, лінивця та розташованого ззаду ведучого колеса. Конструкція опорних котків могла істотно відрізнятися в залежності від заводу-виробника і року випуску: використовувалися штамповані або литі ґрунтові, обґумовані або з внутрішньою амортизацією, а випущені СТЗ влітку 1942 року — і зовсім без амортизації. Опорні котки кріпилися на балансирах, з'єднаних з пружинами підвіски, що перебували всередині корпусу танка, в прикріплених до бортів коробах.

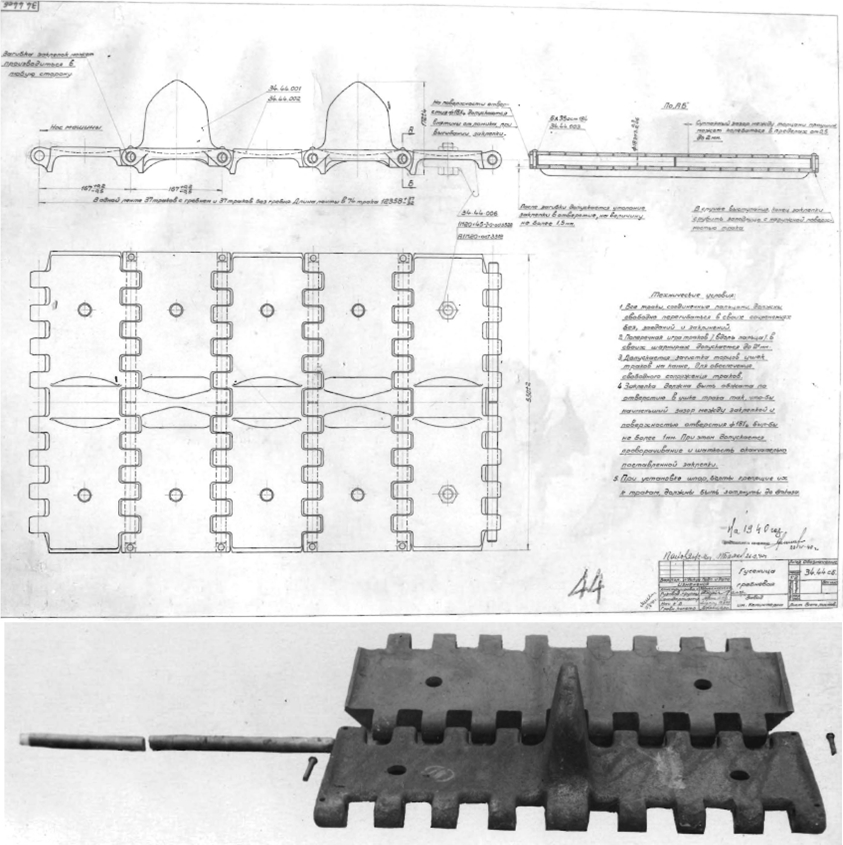
Креслення та фотографія трака Т-34.

Гусениці Т-34 — сталеві, гребеневого зачеплення, що складалися з гребеневих та «плоских» траків, встановлених почергово. На машинах ранніх випусків гусениця мала ширину в 550 мм і складалася з 74 траків, на машинах більш пізніх випусків гусениця мала ширину 500 мм, а число траків в ній скоротилася до 72. Для поліпшення прохідності, на траки могли встановлюватися ґрунтозачепи різної конструкції, що кріпилися болтами до кожного четвертого або шостого трака.
Залежно від заводу-виробника і року випуску, на Т-34 встановлювалися різні види траків. На машинах ранніх випусків виробництва ХПЗ застосовувалися траки шириною 550 мм, з низьким профілем, що складаються з штампованого трака та прикріпленого до нього гребеня. Кожна гусениця танка складалася з 74 траків, 37 гребеневих і 37 «плоских». Траки з'єднувалися між собою двома пальцями, фіксувалися спочатку гвинтами, на машинах більш пізніх випусків — шплінтами або клинами. До осені 1940 року почалося виробництво цільноштампованих або литих траків. У ході війни, з осені 1941 року почалося виробництво цільноштампованих траків шириною 500 мм, що вирізнялися посиленою конструкцією, більш розвиненим профілем зовнішнього боку, поліпшеним зчепленням з ґрунтом, і згладженою внутрішньою стороною, зумовлену застосуванням необгумованих котків. Число траків в гусениці такого типу скоротилося до 72. Паралельно йшло виробництво литих траків тієї ж ширини і з скороченим їх числом в гусениці. З 1943 року перейшли на траки так званого «вафельного» типу, які збиралися з двох штампованих половинок кожний. Серед перерахованих типів траків могли бути незначні відмінності, переважно в профілі опорної поверхні.

## Тактико-технічні характеристики
| ТТХ різних модифікацій танків сімейства Т-34 |                                          |                                          |                                          |                                          |                                          |                                          |                                          |
|                                              | А-20                                     | А-32                                     | Т-34 зр. 1940                            | Т-34 зр. 1941                            | Т-34 зр. 1942                            | Т-34 зр. 1943                            | Т-34-85 зр. 1944                         |
| Розміри                                      |                                          |                                          |                                          |                                          |                                          |                                          |                                          |
| Довжина, м                                   | 5,76                                     | 5,76                                     | 5,92                                     | 5,92                                     | 5,92                                     | 5,92                                     | 5,92                                     |
| Довжина з гарматою, м                        |                                          |                                          | 5,96                                     | 6,62                                     | 6,62                                     | 6,62                                     | 8,10                                     |
| Ширина, м                                    | 2,65                                     | 2,73                                     | 3,00                                     | 3, 00                                    | 3,00                                     | 3,00                                     | 3,00                                     |
| Висота, м                                    | 2,44                                     | 2,44                                     | 2,41                                     |                                          |                                          | 2,52                                     | 2,72                                     |
| Бойова маса, т                               | 18,0                                     | 19,0                                     | 25,6                                     |                                          |                                          | 30,9                                     | 32,0                                     |
| Бронювання, мм                               |                                          |                                          |                                          |                                          |                                          |                                          |                                          |
| Лоб корпусу                                  | 20                                       | 20                                       | 45                                       | 45                                       | 45                                       | 45                                       | 45                                       |
| Борти та корма корпусу                       | 25                                       | 30                                       | 40 — 45                                  | 40 — 45                                  | 40 — 45                                  | 40 — 45                                  | 45                                       |
| Лоб башти                                    |                                          |                                          | 40 — 45                                  | 40 — 45                                  | 40 — 45                                  | 40 — 45                                  | 40 — 90                                  |
| Борти та корма башти                         | 25                                       | 25                                       | 45                                       | 45 (52)                                  | 45 (52)                                  | 45 (52)                                  | 52 — 75                                  |
| Дах                                          | 10                                       | 10                                       | 15 — 20                                  | 15 — 20                                  | 15 — 20                                  | 15 — 20                                  | 16 — 20                                  |
| Днище                                        | 10                                       | 10                                       | 13 — 16                                  |                                          |                                          | 13 — 20                                  | 13 — 20                                  |
| Озброєння                                    |                                          |                                          |                                          |                                          |                                          |                                          |                                          |
| Гармата                                      | 1 × 45-мм 20К                            | 1 × 76-мм Л-10                           | 1 × 76-мм Л-11                           | 1 × 76-мм Ф-34                           | 1 × 76-мм Ф-34                           | 1 × 76-мм Ф-34                           | 1 × 85-мм С-53                           |
| кулемети                                     | 2 × 7,62-мм ДТ                           | 2 × 7,62-мм ДТ                           | 2 × 7,62-мм ДТ                           | 2 × 7,62-мм ДТ                           | 2 × 7,62-мм ДТ                           | 2 × 7,62-мм ДТ                           | 2 × 7,62-мм ДТ                           |
| Боєкомплект, пострілів/патронів              | 152/2709                                 | 72/1628                                  | 77/2898                                  | 77/2898                                  | 100/3150                                 | 100/3150                                 | 55 /                                     |
| Рухливість                                   |                                          |                                          |                                          |                                          |                                          |                                          |                                          |
| Двигун                                       | 12-цил. V-подібний дизель В-2, 500 к. с. | 12-цил. V-подібний дизель В-2, 500 к. с. | 12-цил. V-подібний дизель В-2, 500 к. с. | 12-цил. V-подібний дизель В-2, 500 к. с. | 12-цил. V-подібний дизель В-2, 500 к. с. | 12-цил. V-подібний дизель В-2, 500 к. с. | 12-цил. V-подібний дизель В-2, 500 к. с. |
| Питома потужність, к. с./т                   | 27,8                                     | 26,3                                     | 19,5                                     |                                          |                                          | 16,2                                     | 15,6                                     |
| Максимальна швидкість по шосе, км/год        | 75                                       | 75                                       | 54                                       | 54                                       | 54                                       | 54                                       | 54                                       |
| Запас ходу по шосе, км                       | н/д                                      | н/д                                      | 300                                      | 300                                      | 300                                      | 300                                      | 300 — 400                                |
| Питомий тиск на ґрунт, кг/см²                |                                          |                                          | 0,62                                     |                                          |                                          | 0,79                                     | 0,83                                     |

## Модифікації танка Т-34

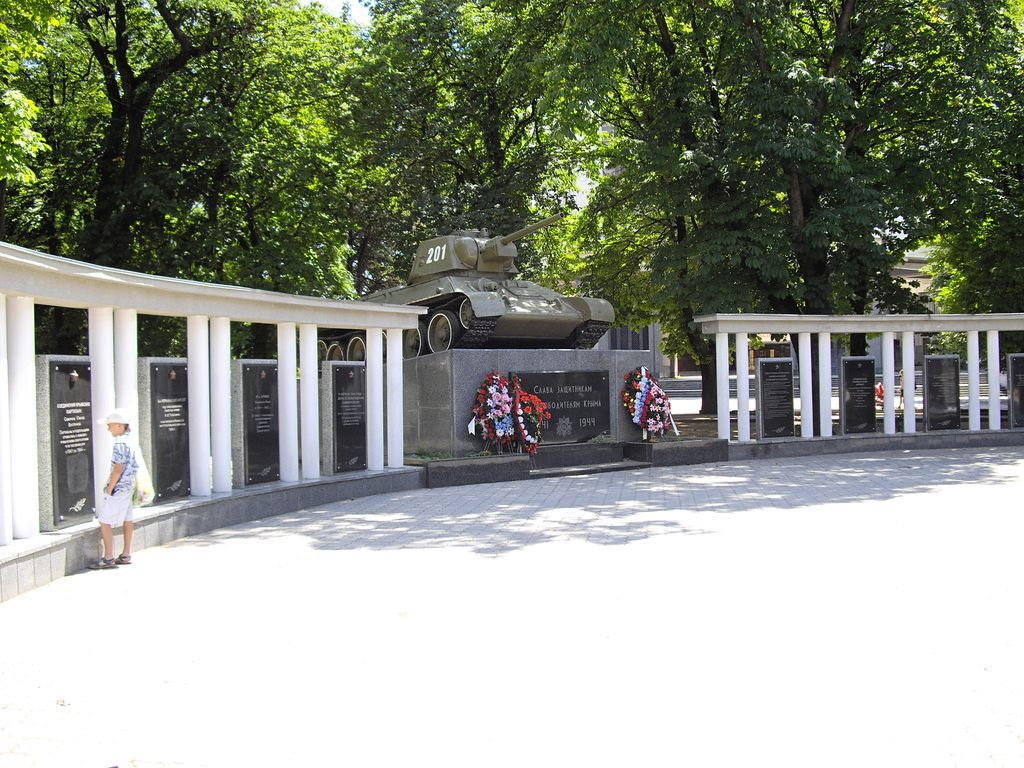
ОТ-34, пам'ятник у Сімферополі

- Т-34-57 — танк-винищувач, озброєний 57-мм гарматою ЗІС-4. Роботи над ним почалися влітку 1940 року. До грудня того ж року був створений дослідний екземпляр гармати, а в квітні 1941 року гармату було встановлено на танк і відстріляно на полігоні. Випробування пройшли невдало, гармата вимагала серйозного доопрацювання, яке було проведена в стислі терміни. Вже в липні нову гармату було знову встановлена в танк, вона вдало пройшла випробування і була прийнята на озброєння; серійне виробництво гармат велося з серпня по листопад 1941 року. Точна кількість прийнятих військами 1941 року цих танків-винищувачів невідома, в усякому разі, їх було не більше 100 шт. Деяка кількість таких танків успішно показала себе в битві під Москвою. У грудні 1941 року виробництво ЗІС-4, як і ЗІС-2, було припинено.

- ОТ-34 (ТО-34) — вогнеметний танк на базі Т-34. На відміну від лінійного танка, був озброєний автоматичним пороховим поршневим вогнеметом АТО-41 на місці курсового кулемета, а його екіпаж був скорочений до трьох осіб, коштом стрільця-радиста. ОТ-34 був розроблений в 1941 році, а його серійне виробництво почалося в 1942 році та тривало до 1944 року, коли він був змінений на складальних лініях танком ОТ-34-85, створеним на базі Т-34-85. Всього було випущено 1170 ОТ-34, не рахуючи ОТ-34-85, або близько 3,3 % від загального числа випущених Т-34-76[38].

## Машини на базі Т-34

### Самохідні артилерійські установки (САУ)

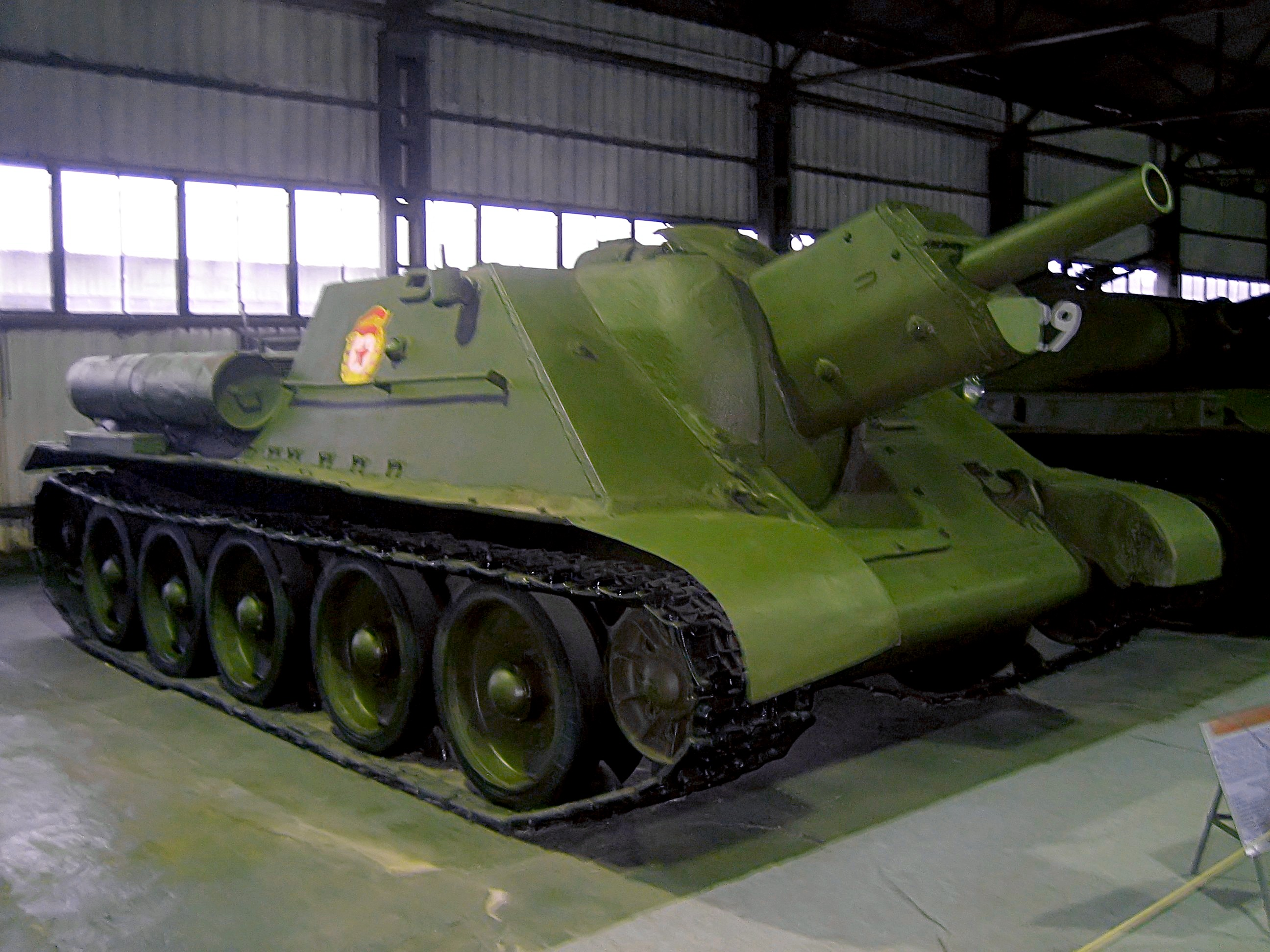
СУ-122

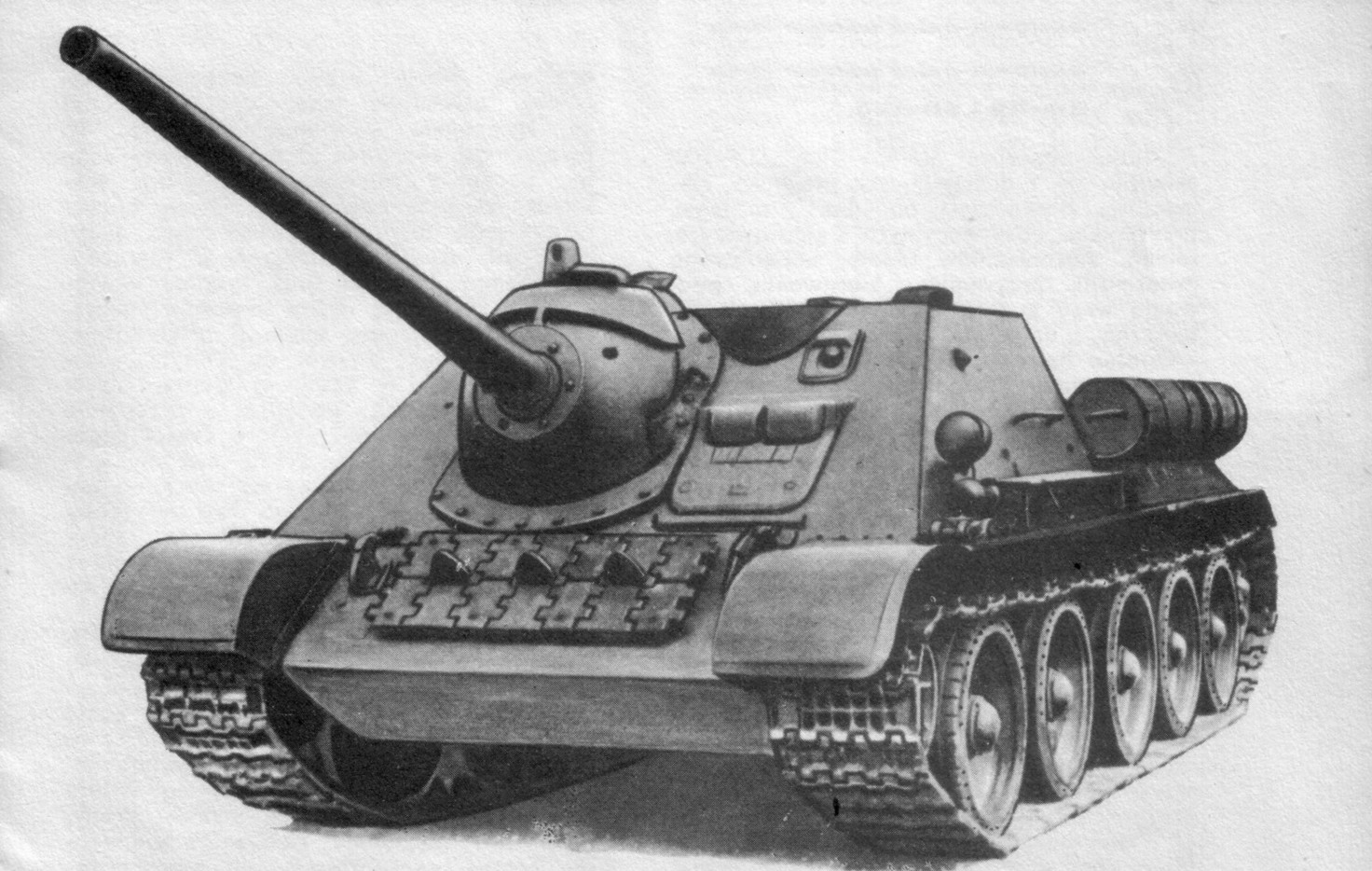
СУ-85

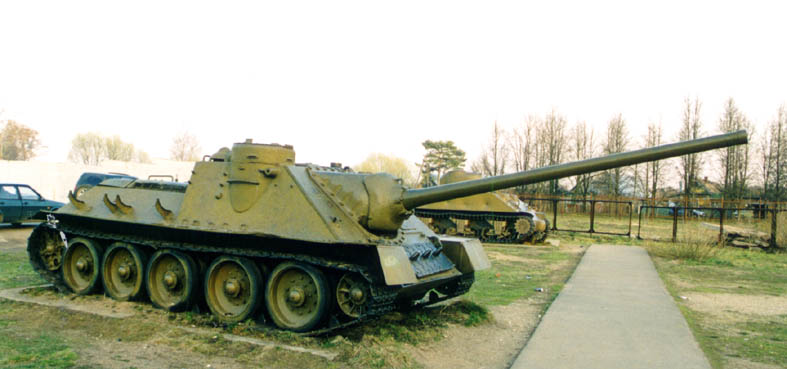
СУ-100

- СУ-122⁣ — ⁣штурмова гармата/самохідна гаубиця, створена на шасі Т-34 у 1942 року. Була озброєна 122-мм гаубицею М-30 в нерухомій рубці. Бронювання САУ при цьому залишалося на рівні базового танка. Перший прототип СУ-122 був закінчений 30 листопада 1942 року, а серійне виробництво було розпочато в грудні того ж року. Всього до закінчення випуску СУ-122 в серпні 1943 року було вироблено 637 САУ цього типу в декількох, незначно відмінних між собою варіантах[39]. З початку їх надходження у війська в грудні 1942 року, СУ-122 активно використовувалися радянськими військами аж до 1944 року, коли вони були переважно замінені більш потужними САУ СУ-152, а також частково СУ-100[40].
- СУ-85⁣ — ⁣винищувач танків на шасі Т-34, створений в 1943 році для боротьби з новими німецькими важкими танками. Проєктування СУ-85 почалося в квітні 1943 року, і після порівняльних випробувань декількох варіантів САУ, вона була прийнята на озброєння 7 серпня того ж року. СУ-85 була озброєна 85-мм гарматою Д-5С-85 з довжиною ствола 48,8 калібрів, розміщеної в аналогічній СУ-122 рубці. Всього за час серійного виробництва, з серпня 1943 по жовтень 1944, було випущено 2644 САУ СУ-85[41]. Робилися також спроби підвищити вогневу міць СУ-85 коштом переозброєння більш потужною гарматою, однак результату вони не принесли[42]. СУ-85 почали надходити у війська до осені 1943, і активно використовувалися радянськими військами аж до закінчення Німецько-радянської війни. У післявоєнний період вони також перебували на озброєнні Польщі до кінця 1950-х років[43].
- СУ-85М — проміжний варіант між СУ-85 та СУ-100. Являла собою СУ-100, озброєну 85-мм гарматою Д-5С, аналогічно встановленій на СУ-85. СУ-85М проводилася серійно з серпня по жовтень 1944 року[44]. Поява подібного «гібрида» було викликано тим, що незважаючи на запуск СУ-100 у виробництво, її 100-мм гармата Д-10С все ще не годилася для бойового застосування, оскільки виробництво бронебійних снарядів до неї почалося лише в листопаді 1944 року[45].
- СУ-100 — винищувач танків, подальший розвиток СУ-85. Відрізнявся від своєї попередниці значно потужнішою 100-мм гарматою Д-10С, а також поліпшеним броньовим корпусом із збільшеною товщиною лобової броні та командирською башточкою. Розроблялася з грудня 1943 року і була прийнята на озброєння 3 липня 1944 року. Серійне виробництво СУ-100 почалося у вересні 1944 року і тривало до березня 1946 року, всього за цей період було виготовлено 3037 САУ цього типу[46]. За деякими відомостями, додаткова партія в 198 СУ-100 була також випущена в 1947 року[46]. В 1951—1956 роках СУ-100 випускалася також в Чехословаччині, де було випущено ще 1420 цих САУ[46]. СУ-100 активно використовувалася радянськими військами на завершальному етапі Німецько-радянської війни, а після її закінчення тривалий час залишалися на озброєнні Радянської армії та ряду інших країн. СУ-100 також використовувалися і в ряді повоєнних конфліктів. Станом на 1996 рік, СУ-100 все ще залишалися на озброєнні низки країн, а також на зберіганні в ЗС РФ[43].
- СУ-101іСУ-102 — два варіанти дослідного винищувача танків на шасі Т-34. На відміну від попередніх зразків, ця САУ мала компонування з розташуванням бойового відділення в кормовій частині машини, моторного — посередині, а відділення управління — у лобовій. Її розробка почалася влітку 1944 року, і в березні — травні 1945 року були виготовлені прототипи двох її варіантів — СУ-101, озброєної 100-мм гарматою Д-10С та СУ-102, чиє озброєння становила 122-мм гармата Д-25. Обидва зразки пройшли заводські випробування влітку — восени того ж року і показали високий рівень захищеності. На озброєння жодна з цих машин прийнята не була, проте вони мали істотний вплив на розробку самохідної артилерії в післявоєнні роки[47].

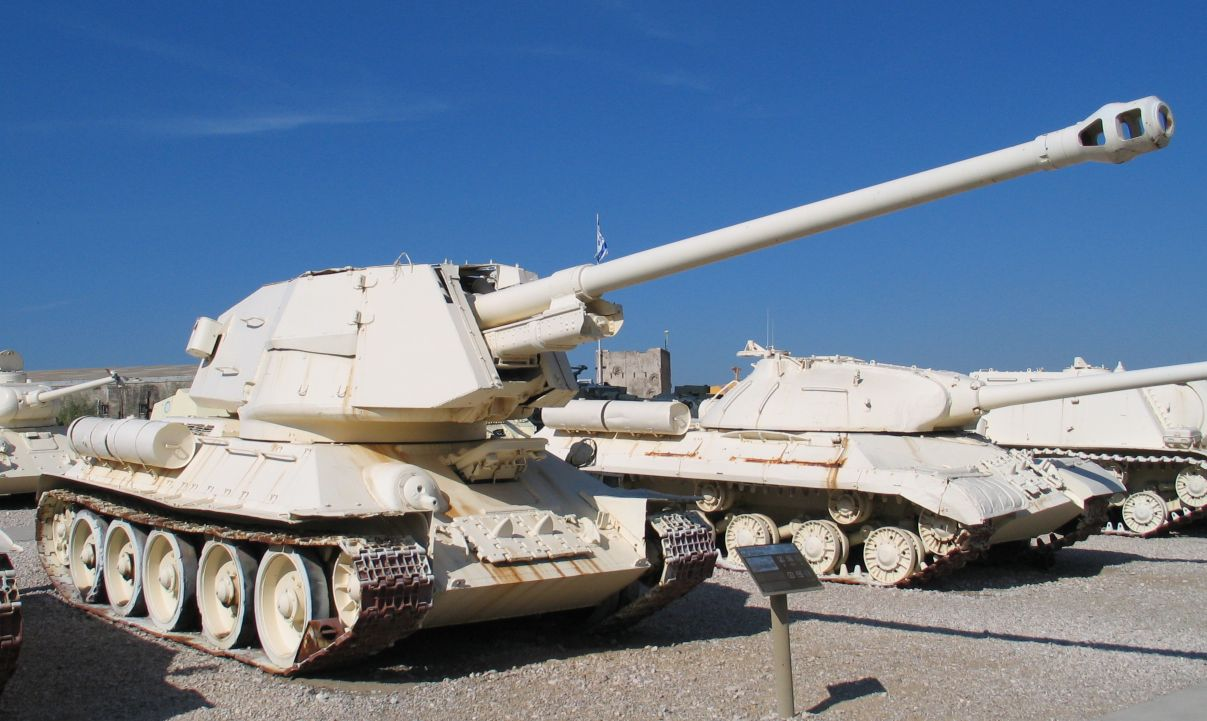
Єгипетський винищувач танків T-100 (шасі T-34)
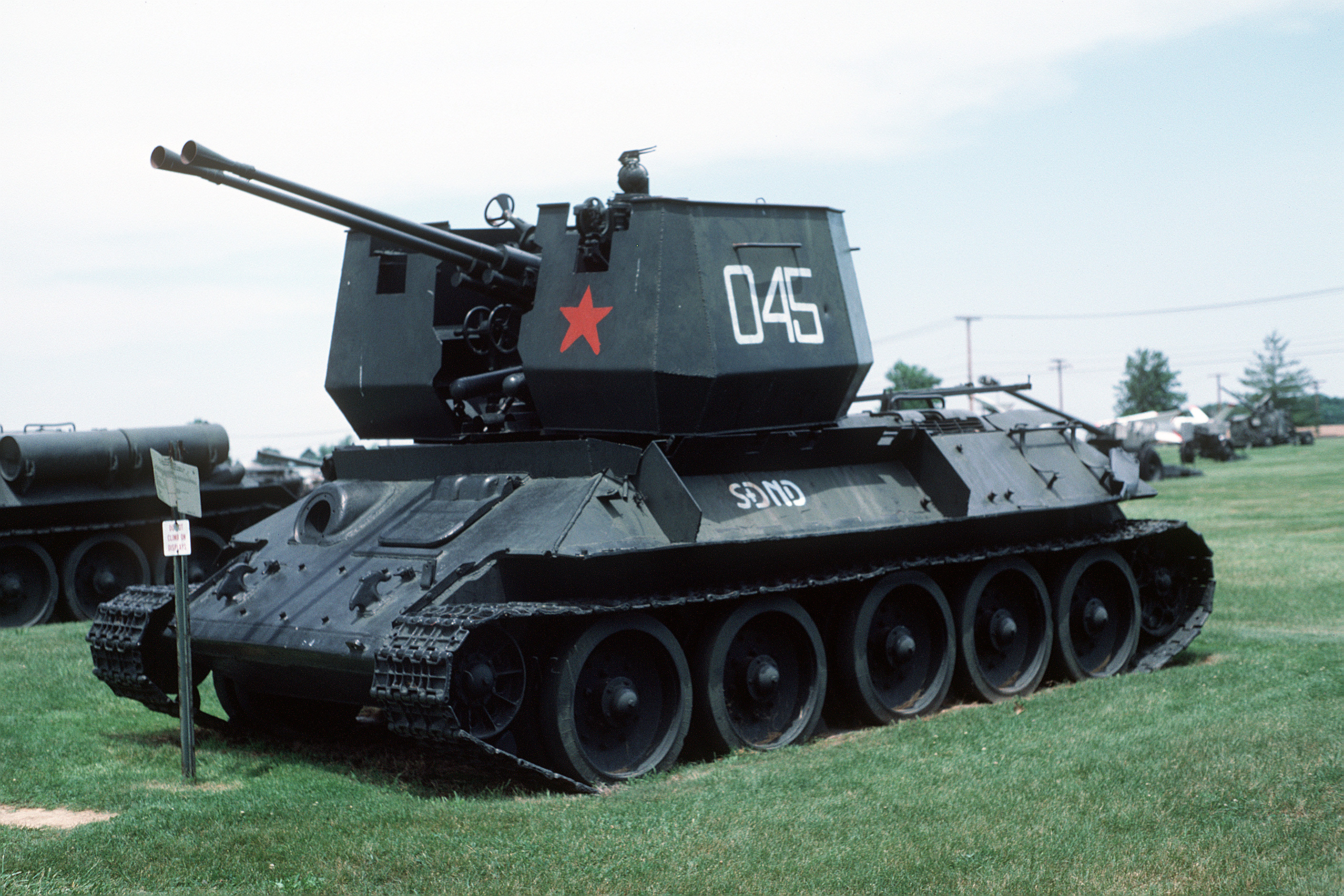
Китайська " модель 65" з 37-мм зенітними гарматами на базі Т-34

### Інженерні та спеціалізовані машини

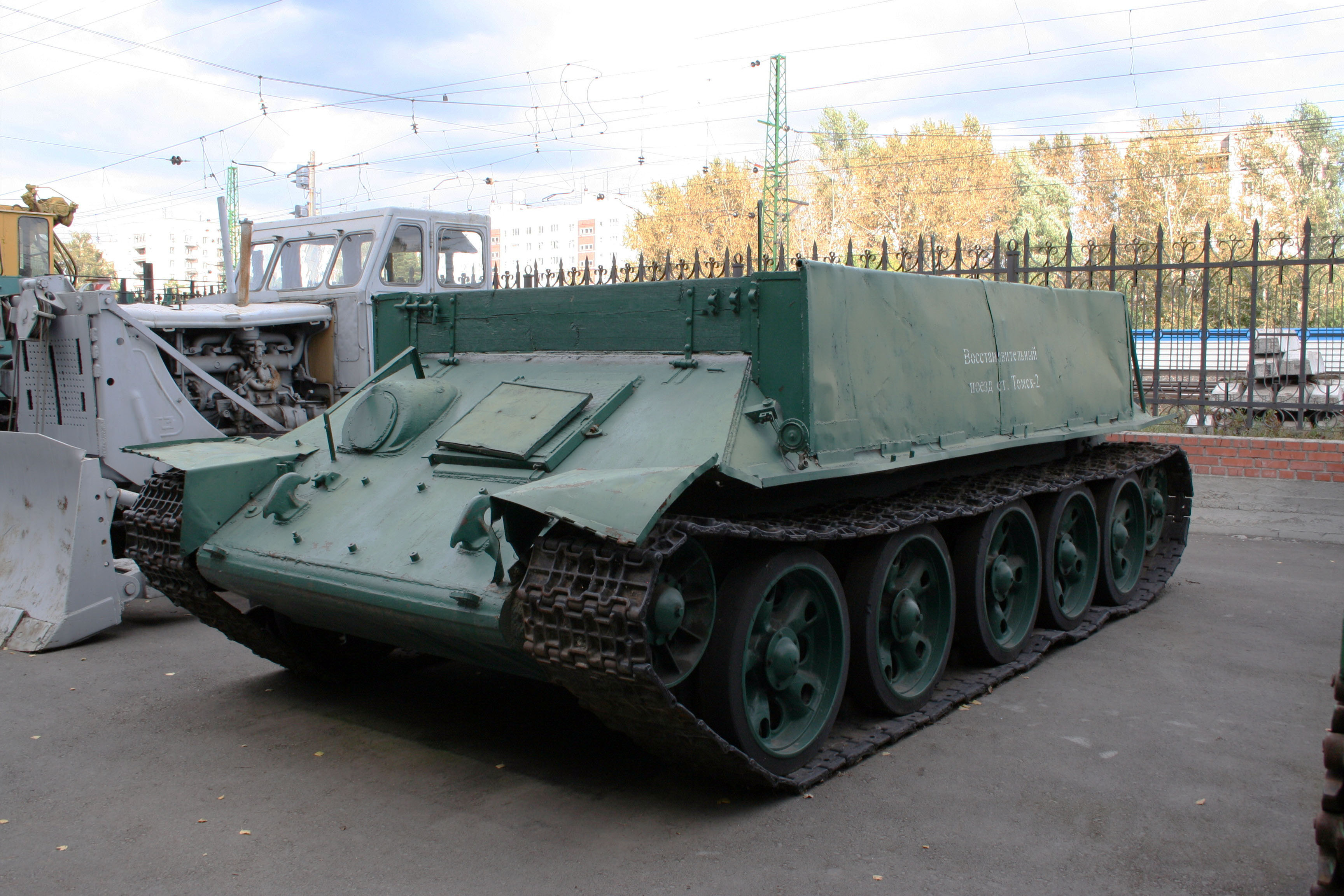
Гусеничний тягач Т-34Т в Новосибірському залізничному музеї.

#### Тягачі
Вже в 1940 році була почата розробка важкого транспортного трактора на шасі Т-34. Два дослідні зразки цієї машини, що отримала назву «Об'єкт 42», були побудовані у вересні — листопаді 1942 р., але в серійне виробництво він не пішов. Вже після війни були розроблені та прийняті на озброєння три види тягачів, а також самохідний кран СПК-5 на базі Т-34.
Крім цього, в роки війни в ролі танкових тягачів використовувалися лінійні Т-34 з озброєнням, що вийшло з ладу, з яких знімалися башти, а баштовий погон заварювався броньовим листом, в якому встановлювали вхідний люк.

#### Мостоукладальники
У листопаді 1942 року на шасі Т-34 була виготовлена невелика партія мостоукладальників («танків-мостів») ТМ-34. На них встановлювався фермовий металевий міст, закріплений над машиною, башта танка при цьому, залежно від варіанту, могла зніматися або залишатися, але мати обмежені кути наведення. Такі танки призначалися для подолання лінійними танками ровів, ярів і тому подібних перешкод; ТМ-34 при цьому заїжджав у рів, а по його мосту проїжджали інші танки. Така конструкція мала ряд недоліків, внаслідок чого в масове виробництво не надійшла. Випущені ТМ-34, однак, використовувалися на Ленінградському фронті в 1942—1943 роках.
В 1943 році також була зроблена спроба створення на базі Т-34 мостоукладальники традиційної конструкції, подібного ІТ-28, з мостом, який розкладався за схемою «ножиці», однак в роки війни цей проєкт так і не був реалізований.

## Оператори

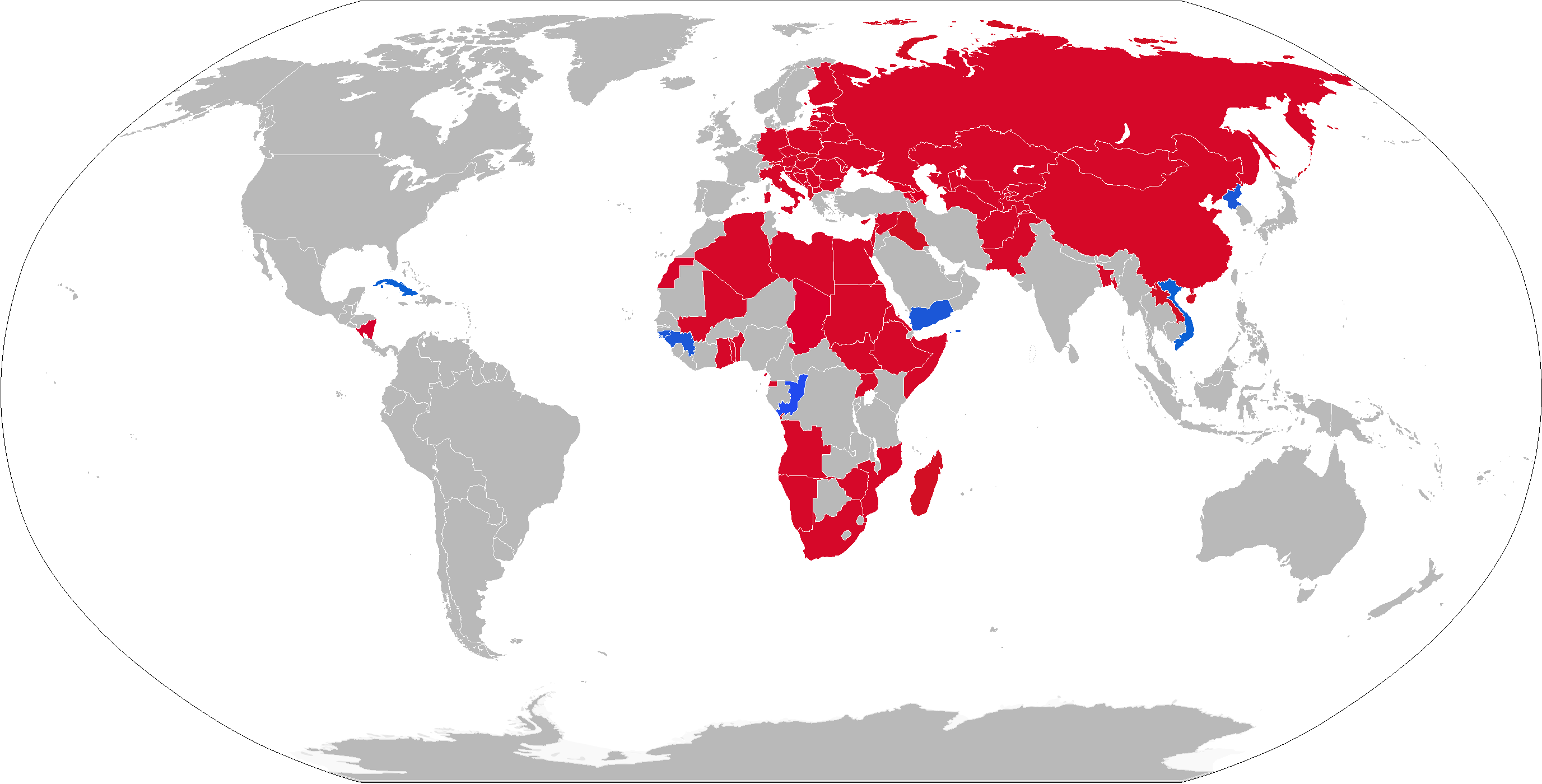
Географія використання Т-34

### Сучасні
- В'єтнам — 45 Т-34 на озброєнні, станом на 2025 рік[50]
- Північна Корея — на озброєнні, станом на 2025 рік. Точна кількість невідома[51]

### Колишні
- СРСР
- Третій Рейх — деяка кількість трофейних танків[52].
- Фінляндія — від 7 до 9 танків, за різними даними[52].
- Румунія[52].
- Угорщина[52].
- Польща — 118 танків, переданих СРСР в 1943—1945 роках[52]
- Югославія (НВАЮ) — перші 16 танків Т-34 були передані СРСР 7 вересня 1944 (до кінця війни було отримано 65 шт.), ще шість Pz.Kpfw.747 (радянські танки Т-34-76 випуску 1941—1942 рр., модернізовані німцями) були захоплені в німців на початку 1945 року[53]. Після закінчення війни, 1947 року в СРСР були куплені ще 308 шт. Т-34-85[54]
- Болгарія — в період з 14 березня 1945 до кінця війни СРСР передав 65 танків Т-34[55].
- Чехословаччина[52].
- Монголія — 40 T-34-85, переданих СРСР в 1945—1953 роках[56]. зняті з озброєння 1951—1953 рр.
- Єгипет — 400 Т-34, станом на 1973[57].
- Ємен — 30 Т-34, станом на 2010 рік[58]. Не згадується у звітах The Military Balance, станом на 2024 рік.
- Сирія — 240 Т-34, станом на 1973[57].
- Афганістан: 175[56]
- Гвінея — 30 Т-34, що оцінюються як небоєздатні, станом на 2024 рік[59]. Не згадується у звітах The Military Balance, станом на 2025 рік.
- Гвінея-Бісау — 10 Т-34, що оцінюються як небоєздатні, станом на 2024 рік[60]. Не згадується у звітах The Military Balance, станом на 2025 рік.
- Боснія і Герцеговина — 5 Т-34, станом на 2011 рік[61]
- Республіка Конго — деяка кількість Т-34 на зберіганні, станом на 2024 рік[62]
- Куба — станом на 2011 рік, були на озброєнні[63]
- Лаос — 10 Т-34-85, станом на 2010 рік[64]. Не згадується у звітах The Military Balance, станом на 2025 рік.
- Малі — 21 Т-34, станом на 2010 рік[65]. Не згадується у звітах The Military Balance, станом на 2025 рік.
- Намібія — деяка кількість Т-34, що оцінюються як небоєздатні, станом на 2024 рік[66]. Не згадується у звітах The Military Balance, станом на 2025 рік.

## Бойове застосування

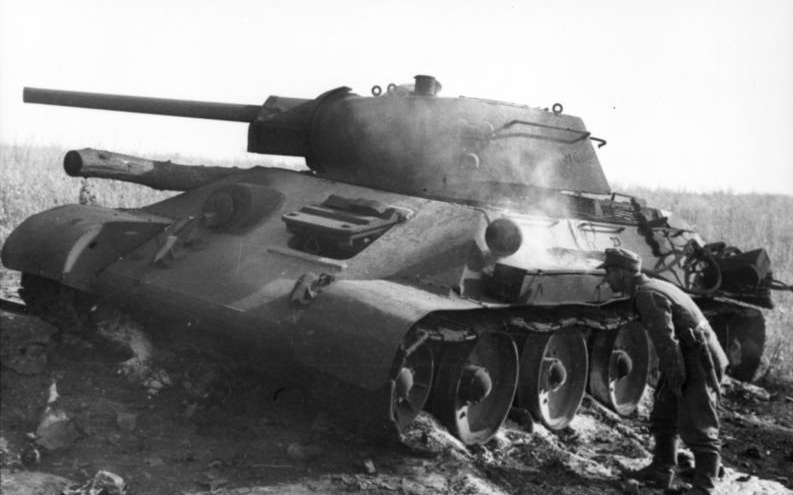
Німецький військовослужбовець оглядає підбитий під Покровкою T-34 зр. 1941 Курська битва, червень-липень 1943 р. (прим: Покровка, не плутати з Прохорівкою)

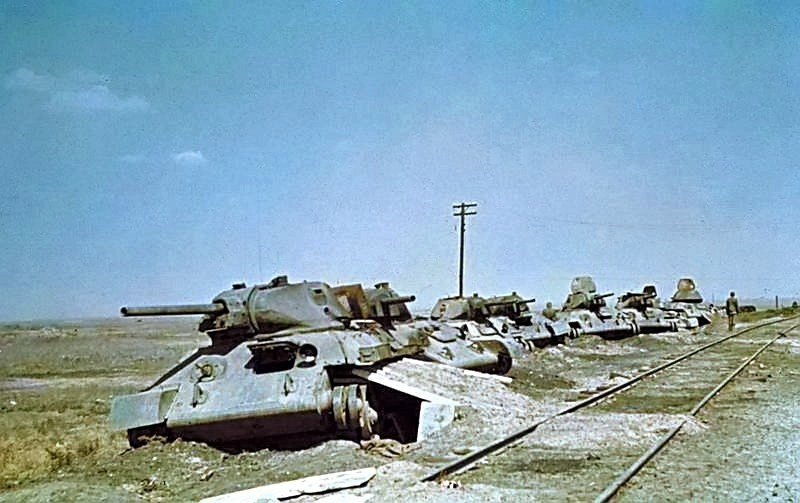
Т-34-76 виробництва СТЗ. Залишки ешелону розбитого німецькою авіацією під Воронежем. 1942

Перші Т-34 почали надходити в війська наприкінці осені 1940. До 22 червня 1941 року було випущено 1066 танків Т-34, розподілені в РСЧА таким чином:
- Прибалтійський Особливий військовий округ — 50 шт. (30 із зброєю Л-11, 20 — Ф-34):
  - 5-та танкова дивізія — 50 (30 — Л-11, 20 — Ф-34);
- Західний Особливий військовий округ — 338 (75/25[68] — Л-11, 263/127 — Ф-34) :
  - 4-та танкова дивізія — 160 (70/20 — Л-11, 90/18 — Ф-34),
  - 7-ма танкова дивізія — 150 (1/1 — Л-11, 149/101 — Ф-34),
  - 29-та танкова дивізія — 26 (2/2 — Л-11, 24 — Ф-34),
  - 33-тя танкова дивізія — 2/2 (Л-11);
- Київський Особливий військовий округ — 498 (269/50 — Л-11, 229 — Ф-34) :
  - 8-ма танкова дивізія — 140 (Л-11),
  - 32-га танкова дивізія — 173 (1 — Л-11, 172 — Ф-34),
  - 12-та танкова дивізія — 100/50 (Л-11),
  - 10-та танкова дивізія — 38 (20 — Л-11, 18 — Ф-34),
  - 37-ма танкова дивізія — 34 (Ф-34),
  - 43-тя танкова дивізія — 2 (Л-11),
  - Київське танкотехнічне училище — 11 (6 — Л-11, 5 — Ф-34);
- Одеський військовий округ — 50 (30 — Л-11, 20 — Ф-34) :
  - 11-та танкова дивізія — 50 (30 — Л-11, 20 — Ф-34);
- Ленінградський військовий округ — 8 (5 — Л-11, 3 — Ф-34) :
  - Ленінградські броне-танкові курси удосконалення командного складу — 8 (5 — Л-11, 3 — Ф-34);
- Московський військовий округ — 5 (Л-11) :
  - Військова академія механізації та моторизації — 5 (Л-11);
- Харківський військовий округ — 16 (Л-11) :
  - Харківське бронетанкове училище — 16 (Л-11);
- Орловський військовий округ — 16 (Л-11) :
  - Орловське бронетанкове училище — 16 (Л-11);
- Приволзький військовий округ — 23 (2 — Л-11, 21 — Ф-34) :
  - Казанські бронетанкові курси удосконалення технічного складу — 3 (2 — Л-11, 1 — Ф-34),
  - 2-ге Саратовське бронетанкове училище — 10 (Ф-34),
  - Ульяновське танкове училище — 10 (Ф-34);
- інші:
  - в дорозі в 6-й механізований корпус Західного Особливого військового округу — 28/12 (Ф-34),
  - завод № 92 — 1 (Ф-34),
  - завод № 174 — 1 (Л-11, вогнемет),
  - Артилерійський науково-дослідний дослідний полігон — 2 (1 б/в/Ф-34, 1 б/в/ЗІС-4) (постійного озброєння не мали, використовувалися для артилерійських НДДКР),
  - 22-й науково-випробувальний автобронетанковий полігон — 2 (Л-11),
  - залишок на СТЗ — 8 (Ф-34),
  - залишок на заводі № 183 — 12 (Ф-34),
  - дослідні на заводі № 183 — 1 (Л-11/Ф-34),
  - в ремонті на заводі № 183 — 3 (Л-11),
  - ремонтна база № 6 (Брянськ) — 1 (Л-11),
  - досліні на заводі № 183 — 2 (Л-11),
  - дослідні на СТЗ — 1 (Л-11).

Разом: 2 без озброєння, 459/76 із зброєю Л-11, 605/147 — Ф-34.
У прикордонних військових округах у складі механізованих корпусів налічувалося 936 Т-34 (у тому числі в Прибалтійському військовому окрузі — 50 шт., у Західному Особливому військовому окрузі — 338 шт. і в Київському Особливому військовому окрузі — 498 шт.). Питома вага танків нових типів (Т-34, КВ і Т-40) у військах була невелика, основу танкового парку РСЧА перед війною становили легкоброньовані Т-26 і БТ. З перших же днів війни Т-34 взяли найактивнішу участь у бойових діях. У ряді випадків Т-34 домагалися успіху, але в цілому їх використання, як і танків інших типів, під час прикордонного бою виявилося невдалим — більшість танків було швидко втрачено, при цьому наступ німецьких військ зупинити не вдалося. Достатньо характерна доля машин 15-го механізованого корпусу, що мав на 22 червня 1941 року 72 Т-34 і 64 КВ. За місяць боїв майже всі танки мехкорпусу були втрачені. Як причини малої ефективності та високих втрат Т-34 в цей період називається слабка освоєність нових танків особовим складом, тактично неграмотне використання танків, дефіцит бронебійних снарядів, конструктивні недоліки слабо відпрацьованих у серійному виробництві машин, недолік ремонтно-евакуаційних засобів та швидке переміщення лінії фронту, що змушувало залишати танки, що вийшли з ладу, але були ремонтопридатними.
Після скасування розгромлених мехкорпусів, до кінця літа 1941 р. найбільшою танковою організаційною одиницею стала бригада. До осені 1941 року Т-34 що відправлялися на фронт з заводів становили відносно невеликий відсоток серед радянських танків і не доставляли німцям особливо серйозних проблем. Однак оскільки кількість танків старих типів швидко скорочувалося, частка Т-34 у складі радянських танкових сил поступово зростала — так, до 16 жовтня 1941 р. на Московському напрямку з наявних 582 танків майже 42 % (244 танки) становили Т-34. Раптова поява нових машин на фронті справила великий ефект на німецьких танкістів, адже німецькі танки були майже безсилі проти Т-34 і КВ:
| … поки в початку жовтня 1941 року східніше Орла перед німецькою 4-ю танковою дивізією не з'явились російські танки Т-34 і не показали нашим звиклим до перемог танкістам свою перевагу в озброєнні, броні та маневреності. Танк Т-34 викликав сенсацію. Цей 26-тонний російський танк був озброєний 76,2-мм гарматою (калібр 41.5), снаряди якої пробивали броню німецьких танків з 1,5 — 2 тис. м, тоді як німецькі танки могли вражати російські з відстані не більше 500 м, та й то лише в тому випадку, якщо снаряди потрапляли в бортову та кормову частини танка Т-34. |

З осені 1941 року Т-34 почали складати для німецьких військ серйозну проблему, особливо показові в цьому відношенні дії 4-ї танкової бригади М. Ю. Катукова проти частин 4-ї танкової дивізії вермахту під Мценськом в жовтні 1941 року. Якщо ще в початку жовтня 1941 року Г. Гудеріан в листі керівництву танкових військ стверджував:
| … радянський танк Т-34 є типовим прикладом відсталої більшовицької технології. Цей танк не може зрівнятися з найкращими зразками наших танків, виготовлених вірними синами рейху які неодноразово доводили свою перевагу… |

то до кінця того ж місяця під враженням дій бригади Катукова його думки про можливості Т-34 істотно змінилося:
| Я склав доповідь про дану ситуацію, яка є для нас новою, і направив його в групу армій. Я в зрозумілих термінах охарактеризував явну перевагу Т-34 перед нашим Pz.IV та привів відповідні висновки, які мали вплинути на наше майбутнє танкобудування… |

Після битви за Москву, Т-34 стає основним танком РСЧА, з 1942 року їх випускається більше, ніж всіх інших танків, разом узятих. 1942 року Т-34 беруть найактивнішу участь у боях по всій лінії фронту, за винятком Ленінградського фронту та Кольського півострова. Особливо значною була роль цих танків в Сталінградській битві, що пов'язано з близькістю до району бойових дій Сталінградського тракторного заводу, з цехів якого танки виходили прямо на фронт.
1943 р. став роком найбільш масового виробництва та використання танків Т-34 з 76-мм гарматою. Найбільшим боєм цього періоду стала Курська битва, під час якої радянським танковим частинам, основу яких становили Т-34, спільно з іншими родами військ вдалося зупинити німецький наступ, зазнавши при цьому великих втрат. Модернізовані німецькі танки та штурмові гармати, що мали посилену до 70 — 80 мм лобову броню, стали малоуразливими для гармати Т-34, при цьому їх артилерійське озброєння дозволяло впевнено вражати радянські танки. Поява потужно озброєних та добре броньованих важких танків «Тигр» та «Пантера» доповнювало цю достатньо безрадісну картину. Постало питання про посилення озброєння та бронювання танка, що призвело до створення модифікації Т-34-85.
В 1944 р. Т-34 з 76-мм гарматою продовжував залишатися основним радянським танком, але з середини року танк став поступово витіснятися Т-34-85. У складі радянських танкових частин Т-34, що взяли участь у великих наступальних операціях, які закінчилися розгромом великої кількості німецьких частин та звільненням значних територій.
Незважаючи на відставання перед німецькими танками в озброєнні та бронюванні, Т-34 діяли цілком успішно — радянське військове керівництво, створивши значну чисельну перевагу та захопивши стратегічну ініціативу, могло вибирати напрямки ударів і, зламавши оборону противника, вводити танкові частини в прорив, проводячи масштабні операції на оточення. Німецькі танкові частини в найкращому випадку встигали парирувати кризу, в гіршому — були змушені швидко відступати з намічених «котлів», кидаючи несправну або просто без пального техніку. Радянське військове керівництво прагнуло за можливості уникати танкових боїв, борючись із німецькими танками протитанковою артилерією та авіацією.
Значно виросла до початку 1945 року технічна надійність Т-34, яка дозволяла командуванню проводити серії швидких та глибоких операцій з їх участю. На початку 1945 року штаб 1-ї гвардійської танкової армії зазначив, що Т-34 перекривали гарантійні терміни експлуатації в 1,5 — 2 рази і мали практичний ресурс до 350—400 мотогодин.
На початок 1945 р. Т-34 з 76-мм гарматою було у військах вже відносно небагато, нішу основного радянського танка міцно зайняли Т-34-85. А проте машини, що залишилися, зокрема, у вигляді саперних танків-тральщиків, взяли активну участь у боях завершального року війни, в тому числі і в Берлінській операції. Деяка кількість цих танків взяло участь у розгромі японської Квантунської армії.
Танки Т-34 активно використовувалися північнокорейською армією під час Корейської війни
Досі знаходяться на озброєнні збройних сил ряду держав третього світу.

### На службі вкраїнах Осі
У вермахті трофейні Т-34 отримали позначення Pz.Kpfw.747 T-34 (r)
трофейні Т-34 були на озброєні:
- 1-ша танкова дивізія
- 8-ма танкова дивізія
- 11-та танкова дивізія
- 3-й батальйон дивізії СС «Дас Райх» (8 танків брали участь у битві під Прохорівкою)

На Т-34 воював один з танкових асів Третього Рейху — Еміль Зейбольд.
Також деяка кількість танків Т-34 була на озброєнні дивізій СС «Мертва голова» та «Велика Німеччина».
Отто Каріус у своїх мемуарах згадує про два танки Т-34 у складі 502-го важкого танкового батальйону, які в сутінках були знищені помилково своїми ж.
На шасі трофейних Т-34 монтувалася зенітна самохідна установка Flakpanzer t-34 (r), яка являла собою башту з чотирма 20-мм автоматичними гарматами.
Трофейні Т-34 були на озброєнні армій Фінляндії, Румунії та Угорщини.

### Громадянська війна в колишній Югославії (1991—1995)
Танки Т-34 масово використовувалися у війнах 1991—1995 в колишній Югославії. Перш за все тому, що ці танки після закінчення служби були передані до частин Територіальної Оборони. Вперше «тридцятьчетвірки» були використані ЮНА в боях у Західній Славонії восени 1991 року, коли вони діяли в складі 16-ї Пролетарської бригади. На сусідньому фронті, у Банії, Т-34 були на озброєнні 3-го загону Територіальної Оборони.
Наприкінці 1991 на базі Т-34 було розпочато формування бронетанкової бригади у складі 145-ї Плащанської легкопіхотної бригади. В боях навколо Дубровника, де застосування бронетехніки було утруднено, діяла 5-та Пролетарська моторизована бригада з Тітограда, котра наступала на місто з боку плато Конавле.
Навесні 1992 року з Македонії, що проголосила незалежність, була евакуйована вся техніка ЮНА, за винятком декількох Т-34, які були залишені формованій македонській армії. Ті Т-34, які були вивезені з Македонії, увійшли до складу моторизованих бригад створюваної 3-ї армії Війська Югославії. Танки Т-34 брали участь і в боях в Боснії і Герцеговині: у Посавіні, Герцеговині, Центральній та Східній Боснії. Використовувалися вони і боснійськими хорватами, які отримували допомогу з Хорватії.
Сили ТО БіГ в Зениці в перші дні війни зуміли захопити 19 танків Т-34 і надалі вони брали участь в боях. Після виведення ЮНА з БіГ, значна частина її бронетехніки залишилася боснійським сербам. Особливо багато її було сконцентровано в районі Баня-Луки. В ході війни багато Т-34 передавалися підрозділам армії боснійських сербів (ВРС). ВРС покладалося на технічну перевагу над противником. Бронетехніка, в більшості своїй, використовувалася для підтримки піхоти, що робило багато її можливостей непотрібними. Особливо помітно це було в районі Сараєво, де танки, часом, стояли нерухомо на бойових позиціях. Однак, в умовах тієї війни це вважалося цілком прийнятним.
Після виведення ЮНА з території Сербської Країни значна частина техніки залишилася частинам місцевої територіальної оборони. Т-34 відходили до танкових рот піхотних бригад. Вони діяли на всій території Країни. В ході знищення Крайни в 1995 році більшість з них були знищені, інші або залишалися екіпажами, або евакуювалися на територію РС. Але ще за рік до цього після короткого навчання рота Т-34 з 21-го корпусу СВК була додана загонам Народної Оборони Західної Боснії. У складі 11-го корпусу СВК в Східній Славонії був цілий танковий полк, оснащений «тридцятьчетвірками». Після демілітаризації цієї території та передачі управління нею Хорватії, танки були відправлені на аеродром Сомбора. У цей період застарілі Т-34 становили значну частину бронетанкового парку югославської армії. Ними були поповнені резервні бронетанкові батальйони 17 моторизованих бригад.
Після Дейтонської угоди 1995 були встановлені ліміти на важке озброєння в країнах колишньої Югославії та застарілі типи озброєння були знищені. Не залишилася осторонь від цього і Союзна Республіка Югославія. Всього «демобілізували» 422 Т-34.
Те ж саме чекало і Т-34, що збереглися в інших балканських арміях. Деякі були збережені або відправлені на полігони. Причому три танки залишилися у Військовому музеї Сербії: в Калемегдану, у Військовій академії і в музеї в Карачево. Кілька залишилося на полігонах і у казармах, як, наприклад, в Панчево, Ніші і біля будинку генерала Петра Драпшіна. Три танки збереглися в столиці Республіки Сербської — Баня-Луці. Є вони і в музеях Словенії та Хорватії.

### Відомі танкісти, які воювали на Т-34
- Андрєєв Микола Родіонович (1921—2000)
- Арія Семен Львович (рід. 1922)
- Асланов Азі Ахад-огли (1910—1945)
- Бармін Ілля Єлизаровича (1916—1943)
- Брюхов Василь Павлович (народ. 1924)
- Бурда Олександр Федорович (1911—1944)
- Деген Йон Лазаревич (1925—2017)
- Горобець Степан Христофорович (1913—1942)
- Гінтовт Вітольд Михайлович (1922—1984)
- Замула Михайло Кузьмич (1914—1984)
- Зорін Сергій Іванович (1911—1954)
- Кашніков Петро Михайлович (1912—1945)
- Лавриненко Дмитро Федорович (1914—1941)
- Лебедєв Микола Олександрович (1914—1942)
- Левченко Ірина Миколаївна (1924—1973)
- Любушкін Іван Тимофійович (1918—1942)
- Октябрська Марія Василівна (1902—1944)
- Максаков Володимир Миколайович (1923—1993)
- Рафтопулло Анатолій Анатолійович (1907—1985)
- Самохін, Костянтин Михайлович (1915—1942)
- Стороженко Василь Якович (1918—1991)
- Фадин Олександр Михайлович (1924—2011)
- Хазов Володимир Петрович (1918—1942)
- Косарєв Олександр Прокопович (1941—1945)
- Побірченко Ігор Гаврилович (1923—2012)

## Оцінка машини
Оцінки танка Т-34 є подібними серед багатьох конструкторів та учасників боїв — і тих, хто на ньому воював, і тих, хто на собі відчув його можливості.

«Технологічний законодавець танкобудування Другої світової війни»
— Сдеко Застави, Андрій Аксьонов, Олександр Кощавцев, 1971 

«Ми не мали нічого подібного рівня»
— Генерал-майор Фрідріх фон Меллентін 

«Найкращий танк світу»
— Фельдмаршал фон Клейст 

«Ефект, спричинений цим танком, справив величезний вплив на подальший розвиток танкобудування в усьому світі»
— Джон Мілсом, 1971 

Хто 1939 року міг подумати, що найкращий танк Другої світової буде вироблятися в СРСР? Т-34 був найкращим танком не тому, що він був найпотужнішим або важким, німецькі танки в цьому сенсі їх випереджали. Але він був дуже ефективним для тієї війни та дозволяв вирішувати тактичні завдання. Маневрені радянські Т-34 «полювали зграями», як вовки, що не давало шансів неповоротким німецьким «тиграм». Американські та британські танки були не настільки успішні в протистоянні німецькій техніці.
— Норман Дейвіс, професор Оксфордського університету та автор книги «Європа у війні. 1939-1945. Без простої перемоги»

Серед танків противника перебували і абсолютно невідомі для німців, чудові за своєю маневреністю та бойовою потужністю танки Т-34, проти яких в той момент були безсилі всі протитанкові засоби.
— Вернер Хаупт, німецький історик, у минулому офіцер вермахту
На думку німецького генерал-майора Б. Мюллер-Гіллебранда поява танка Т-34 ознаменувала зародження так званої танкобоязні у німецьких військ на Східному фронті.

На озброєння Червоної армії до початку кампанії надійшов новий танк Т-34, якому німецькі сухопутні сили не змогли протиставити ні рівноцінного танка, ні відповідного оборонного засобу. Поява танка Т-34 було неприємною несподіванкою, оскільки він завдяки своїй швидкості, високої прохідності, посиленому бронезахисту, озброєнню та головним чином наявності подовженої 76-мм гармати, що володіє підвищеною влучністю стрільби та пробивною здатністю снарядів на великій дистанції, являв собою зовсім новий тип танкової зброї. Поява танків Т-34 в корені змінила тактику дій танкових військ. Якщо досі до конструкції танка та його озброєння пред'являлися певні вимоги, зокрема придушувати піхоту та підтримувати піхоту, то тепер як головне завдання висувалася вимога з максимально дальньої дистанції вражати ворожі танки, з тим, щоб створювати передумови для подальшого успіху в бою. У цей же час з'явилися нові конструкції танків, на базі яких пізніше були введені танки типів V («Пантера») і VI («Тигр»).
— Б. Мюллер-Гіллебранд, німецький військовий історик, генерал-майор

«Т-34» з його хорошою бронею, ідеальною формою та прекрасною 76,2-мм довгоствольною гарматою всіх приводив у трепет, і його побоювалися всі німецькі танки аж до кінця війни… У той час 37-мм гармата все ще була нашою найсильнішою протитанковою зброєю. Якщо пощастить, ми могли потрапити в погон башти «Т-34» та заклинити його. Якщо ще більше пощастить, танк після цього не зможе ефективно діяти в бою. Звісно, така ситуація не є надто обнадійливою!
Єдиний вихід залишала 88-мм зенітна гармата. З її допомогою можна було ефективно діяти навіть проти цього нового російського танка.
— Отто Каріус, німецький танковий ас

…
2. По танку «Т-34»

а) Броня машин та корпусу з дистанції 300—400 м пробивається 37-мм бронебійним снарядом. Відвісні листи бортів пробиваються 20-мм бронебійним снарядом. При подоланні ровів внаслідок низької установки машини зариваються носом, зчеплення з ґрунтом недостатнє через відносну гладкість траків.
б) При прямому попаданні снаряда провалюється передній люк водія.
в) Гусениця машини слабка — бере будь-який снаряд.
р) Головний та бортові фрикціони виходять з ладу.
— Звіт командира 10-ї танкової дивізії 15-го механізованого корпусу Київського особливого військового округу за підсумками боїв червня — липня 1941»

Особисто долав чотири протитанкових райони машинами «К» і «Т-34». В одній машині була вибита кришка люка механіка-водія, а в іншій — яблуко «ТПД». Треба відзначити, що виводяться з ладу головним чином гармата та кулемети, в іншому машина «Т-34» чудово витримує удари 37-мм гармат, не кажучи вже про «KB».
— Борзилов, командир 7-ї танкової дивізії

Загальне компонування Т-34, яке переважно повторювало «Крісті» і БТ, хоча тепер воно називається класичним, аж ніяк не є оптимальним, оскільки коефіцієнт використання заброневого обсягу у такої схеми не високий. Однак харків'яни, які вибрали для Т-34 саме цю схему, підійшли безперечно правильно, бо зміна схеми загального компонування в умовах війни, що насувалася, могла призвести до несподіваних, дуже важко, а, можливо, і невиправних неприємностей.
Напрошується загальний висновок: машина-«переможниця» не завжди має можливість базуватися на оптимальних (з науки) рішеннях.
— Н. А. Астров, конструктор легких танків та САУ
Один з творців Т-34, наступник М. І. Кошкіна на посту головного конструктора О. О. Морозов у своїх спогадах зазначав:

У чому ж сила танка Т-34? Як переконливо показала практика бойового застосування, ця машина найбільш вдало поєднувала в собі основні параметри, що визначають переваги танка: вогонь, бронювання та маневреність… Звичайно, були і у супротивника, і у союзних армій танки з достатньо товстою бронею, або з хорошою гарматою, або володіли високою маневреністю. Однак танк лише тоді гарний, коли в ньому поєднано ці якості. Вдало ж поєднувати в одній машині потужне озброєння та бронювання з хорошою маневреністю до нас нікому не вдавалося… Правильно підібрана товщина броні та форма корпусу, просте та щільне компонування механізмів, далекобійна та добре пристосована для танка гармата, потужний дизель-мотор, який замінив звичний для танків бензиновий двигун, — стали тією основою, яка і визначила такі необхідні танку високі бойові якості.

За рейтингом «Top Ten Tanks», складеним телеканалом Military Channel 2007 року на основі результатів опитувань британських та американських військовослужбовців та експертів, найкращим танком XX століття став радянський Т-34. Він отримав близькі до граничних оцінки за вогневу міць, захищеність, рухливість, вищу оцінку за освоєння промисловістю. Вищий бал за останнім критерієм, забезпечив танку Т-34 репутацію танка «номер 1».

### Вогнева міць
Встановлення на Т-34 76,2-мм гармати Л-11 та Ф-34 забезпечували йому в 1940—1941 роках значну перевагу в потужності гармати над усіма серійними зразками закордонної бронетехніки коштом збалансованого поєднання порівняно високої дії як проти броньованих, так і проти неброньованих цілей.
Переважна більшість закордонних танків озброювалися гарматами калібром не більше 50 мм, значно слабшим 76,2-мм гарматі в потужності осколково-фугасного снаряда. Перевагою Ф-34 перед закордонними аналогами була і майже повна сумісність по боєприпасах із буксированими артилерійськими гарматами того ж калібру, що дозволяла мати значно більший асортимент боєприпасів. Різні зразки осколково-фугасних снарядів, що застосовувалися для стрільби з Ф-34, мали масу від 6,1 до 7,1 кг і заряд вибухової сполуки від 540 до 815 г; в тому числі найбільш поширений снаряд ОФ-350 мав заряд вибухової сполуки в 710 г і при вибуху давав 870 забійних осколків в радіусі 15 м. Ще більшою осколковою дією володів снаряд ОФ-350А з корпусом з крихкого сталистого чавуну. Осколковий ж снаряд 50-мм гармат KwK 38 і KwK 39 при масі в 1,81 кг містив 175 г вибухової сполуки та значно поступався їм в ефективності. Нечисленні гармати 75-мм калібру, що були в 1940—1941 роках, такі як KwK 37, бувши порівнянними з Ф-34 у дії по неброньованим цілям, мали низьку початкову швидкість снаряда та значно поступалися йому в бронепробивності. У роки війни з'явився ряд 75/76,2-мм танкових гармат з більш збалансованим поєднанням характеристик, але жодна з них не змогла перевершити Ф-34 в ефективності осколково-фугасної дії снаряда. Так, 75-мм снаряд, що застосовувався в німецьких KwK 37 і KwK 40, мав вагу 5,74 кг і містив 680 г вибухової сполуки, але при вибуху давав лише 765 забійних осколків в радіусі 11,5 м. Американський осколково-фугасний 75-мм снаряд M48, що застосовувався також в британських танкових гарматах цього калібру, мав масу в 6,62 кг і містив 670 г вибухової сполуки та також поступався радянським снарядам в ефективності.
Бронепробивність Ф-34 значно поступалася KwK 40, і достатньо пристойно американському 75-мм гарматі М-3, однак в 1941—1942 роках її можливостей з лишком вистачало для ураження німецьких танків та штурмових гармат, товщина броні яких у той період не перевищувала 50 — 70 мм. Так, за даними секретного звіту НДІ-48 від 1942 року, лобова броня німецьких танків впевнено пробивалася 76,2-мм снарядами практично на будь-яких дистанціях, в тому числі в межах курсових кутів ± 45 °. Лише середня лобова бронеплита товщиною 50 мм, розташована під нахилом в 52 ° до вертикалі, пробивалася лише з дистанції до 800 м.

### Захищеність
Рівень бронезахисту Т-34 забезпечував йому влітку 1941 року надійний захист від усіх штатних протитанкових засобів вермахту. 37-мм протитанкові гармати Pak 35/36, що становили переважну більшість протитанкових гармат вермахту, мали невеликі шанси пробити лобову броню лише при попаданні в ослаблені місця. Борти Т-34 37-мм каліберними снарядами вражалися лише у вертикальній нижній частині і на малих дистанціях, причому не даючи гарантованої заброневої дії. Більш ефективними виявилися підкаліберні снаряди, здатні порівняно ефективно пробивати нижню частину борту та борт башти, проте реальна дальність стрільби ними не перевищувала 300 м, а їх заброньова дія була низькою — часто сердечник з карбіду вольфраму після пробиття броні розсипався в пісок, не завдаючи шкоди екіпажу. Малоефективною проти лобової броні Т-34 виявилася і 50-мм гармата KwK 38 з довжиною ствола 42 калібру, що встановлювалася на танках PzKpfw III Ausf.F — Ausf.J. Короткоствольні 75-мм гармати KwK 37, що встановлювалися на ранніх модифікаціях PzKpfw IV і StuG III, були ще менш ефективні, і бронебійним снарядом, за винятком попадань в ослаблені зони, могли вражати лише нижню частину бортів на дистанціях менше 100 метрів. Однак ситуацію сильно згладжувало наявність в її боєкомплекті кумулятивного снаряда — хоча останній спрацьовував лише при порівняно невеликих кутах зустрічі з бронею та проти лобового захисту Т-34 також був малоефективний, але більша частина танка вражалася ним легко..

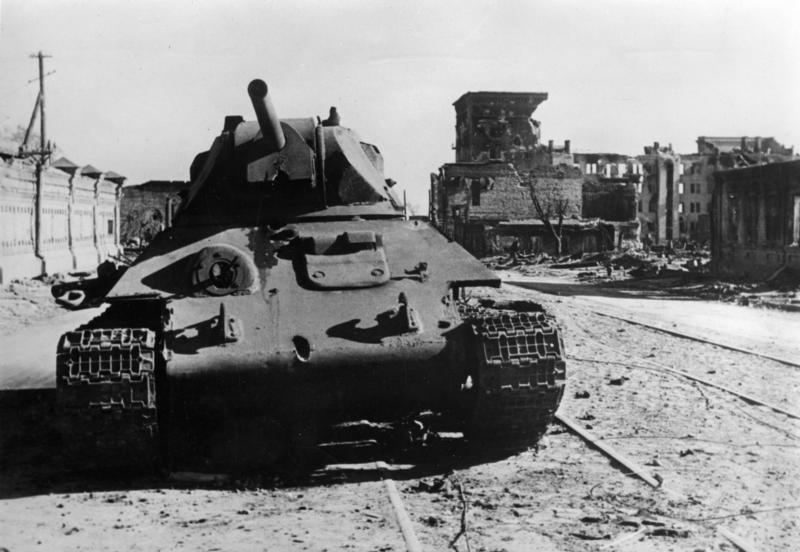
Підбитий Т-34 у Сталінграді, 8 жовтня 1942. Добре помітні пробоїни від снарядів у лобовій броні.

Першими протитанковими гарматами вермахту, здатними ефективніше вражати лобову броню Т-34, стали 50-мм протитанкова гармата Pak 38 і 50-мм танкова гармата KwK 39 з довжиною ствола 60 калібрів, що з'явилася на танках PzKpfw III до кінця 1941 року. Однак і вони за нормальних умов бою були здатні пробити лобову броню башти лише в районі маски гармати.
Як показали випробування трофейних гармат, проведені НДІ-48, лобові бронеплити корпусу вражалися 50-мм каліберним снарядом лише у виняткових випадках, таких як зменшення кута зустрічі з бронею при нахилі танка на нерівностях місцевості. Першим же дійсно ефективним засобом боротьби з Т-34 стала 75-мм протитанкова гармата Pak 40, що з'явилася у військах в більших кількостях до весни 1942 року і 75-мм танкова гармата KwK 40 з довжиною ствола 43 калібри, що встановлювалася на танках PzKpfw IV і САУ StuG III з літа того ж року. Каліберний бронебійний снаряд KwK 40 при курсовому куті 0 ° вражав лобову броню корпусу Т-34 з дистанції в 1000 м і менше, тоді як лоб башти в районі маски гармати вражався вже з 1 км і більше. PaK 40, що прийшла їй на зміну KwK 40, з довжиною ствола 48 калібрів та практично ідентична з балістики, володіла ще більшою бронепробивністю, вражаючи лобову броню корпусу з дистанції не менше 1200 м, а башти — 2 км і більше. При цьому броня високої твердості, що застосовувалася на Т-34, була схильна до утворення сколів з внутрішньої сторони навіть при рикошеті снаряда. Так, довгоствольні 75-мм гармати утворювали небезпечні осколки при попаданні на дистанціях до 2 км, а 88-мм — вже до 3 км.
Однак протягом 1942 року довгоствольних 75-мм гармат було випущено порівняно мало, і основну масу доступних вермахту протитанкових засобів як і раніше становили 37-мм і 50-мм гармати.
50-мм гарматами на нормальних дистанціях бою влітку 1942 р. для виведення Т-34 з ладу було потрібно в середньому 5 влучень гостродефіцитними підкаліберними снарядами.

### Рухливість
Середні показники роботи танка до виходу в капітальний ремонт з досвіду війни: Т-34 — 250—300 мотогодин (1500—2400 км). Середній пробіг за мотогодину становив 6–8 км.

### Надійність та технологічність
За спогадами одного з творців танка О. О. Морозова:

Танк Т-34 хороший не стільки своїми бойовими якостями, скільки граничною простотою у виробництві, експлуатації та ремонті, надійністю, низькою вартістю та можливістю масового виробництва на будь-якому машинобудівному заводі.
Ці цінні якості були досягнуті внаслідок наполегливої боротьби конструкторів та технологів за мінімальну масу і трудомісткість виготовлення кожної деталі танка, в прагненні скрізь і в усьому розумно економити, домагаючись граничної простоти, дешевизни та надійності.
Таким чином, до початку війни вдалося створити та поставити на серійне виробництво новий середній танк, що перевершує за бойовими властивостями та пристосованістю до масового виробництва середні танки фашистської Німеччини, який став не лише улюбленою танкістами грізною зброєю, але і зразком простої та надійної бойової машини.

Ось думка англійських фахівців:

Висока маневреність та відносне вільне бойове відділення робить цей танк улюбленцем радянських танкістів. Його маневреність, вогнева міць і якість броні прекрасні. Додатковою видатною рисою конструкції є нахил броньових листів.

Американські конструктори дають наступну оцінку танку:

Т-34 в своїх основних рішеннях є гарною конструкцією.

Начальник Куннесдорфського полігону полковник Ессер в грудні 1942 року на засіданні військово-технічної секції союзу німецьких інженерів доповідав:

З числа нових танків особливо виділяється танк Т-34, що володіє рекордною швидкістю — 54 кілометри за годину та питомою потужністю 18 кінських сил на тонну. Росіяни створили танки, які конструктивно і у виробничому відношенні, безумовно, заслуговують на увагу і в деяких відношеннях перевершують танки наших інших супротивників.

Один з викладачів бронетанкової школи в Вюнсдорфі висловлювався в березні 1942 року більш категорично:

У Червоній Армії найбільш грізним є танк Т-34. Його ефективне озброєння, талановито використані нахили броні та висока рухливість роблять боротьбу з ним важким завданням.

Генерал-полковник Гудеріан, теоретик та практик німецьких танкових військ в «Спогадах солдата» писав:

… в листопаді 1941 року провідні конструктори, промисловці та офіцери управління озброєння приїжджали в мою танкову армію для ознайомлення з російським танком Т-34, який переважає наші бойові машини. Безпосередньо на місцях вони хотіли усвідомити собі і намітити, виходячи з отриманого досвіду бойових дій, заходи, які допомогли б нам знову домогтися технічної переваги над росіянами. Пропозиції офіцерів-фронтовиків випускати точно такі ж танки, як Т-34, не зустріли у конструкторів ніякої підтримки. Конструкторів бентежила, між іншим, не огида до наслідування, а неможливість випуску з необхідною швидкістю важливих деталей Т-34, особливо алюмінієвого дизельного двигуна. Крім того, наша легована сталь, якість якої знижувалася з відсутністю необхідної сировини, також поступалася легованій сталі росіян.

### Аналоги
- PzKpfw IV
- «Пантера»
- M4 Шерман

## Збережені екземпляри

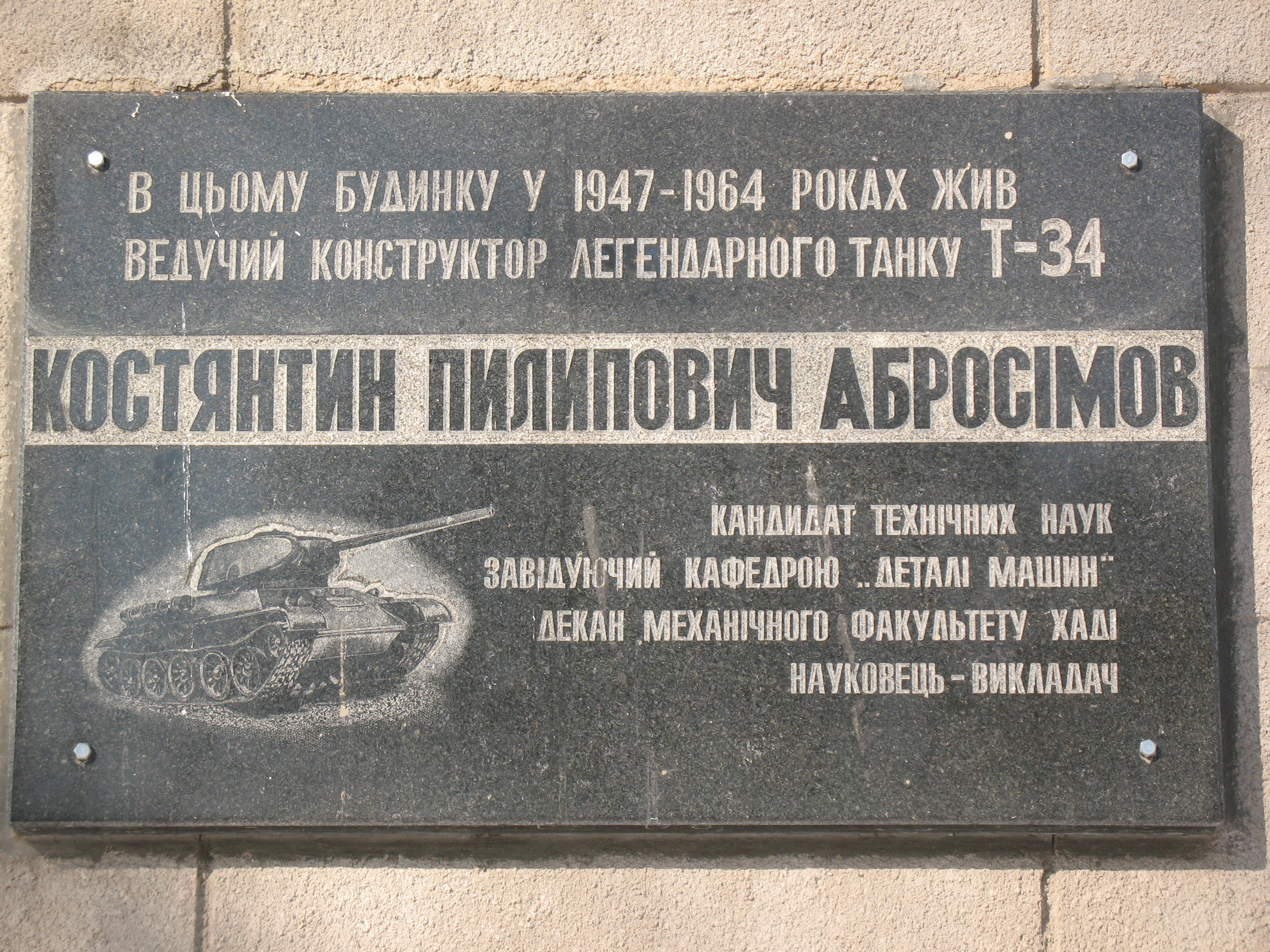
Меморіальна дошка конструктору танка К. Абросімову

Т-34 на постаменті. Жмеринка

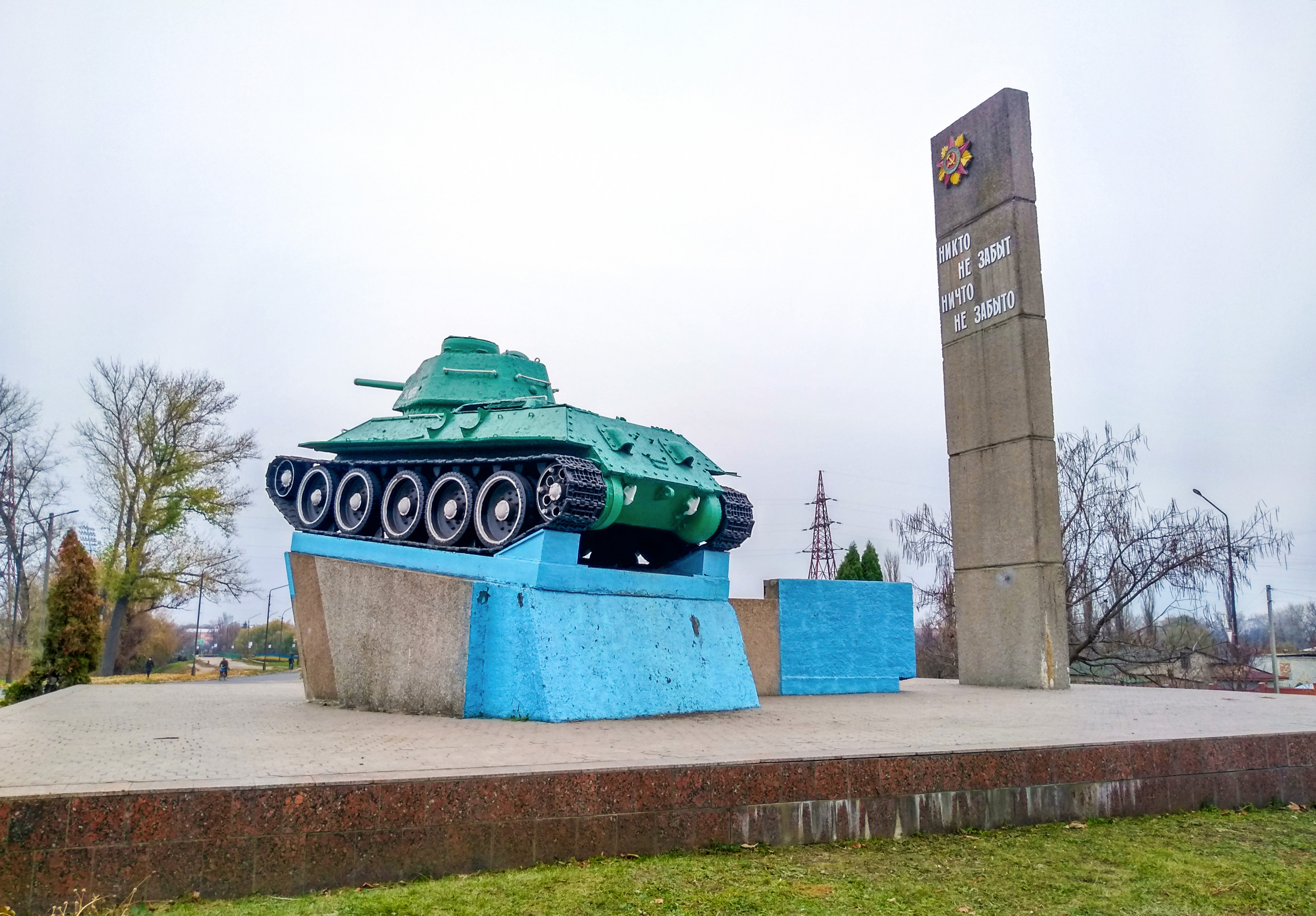
Памятник Т-34. Олександрія

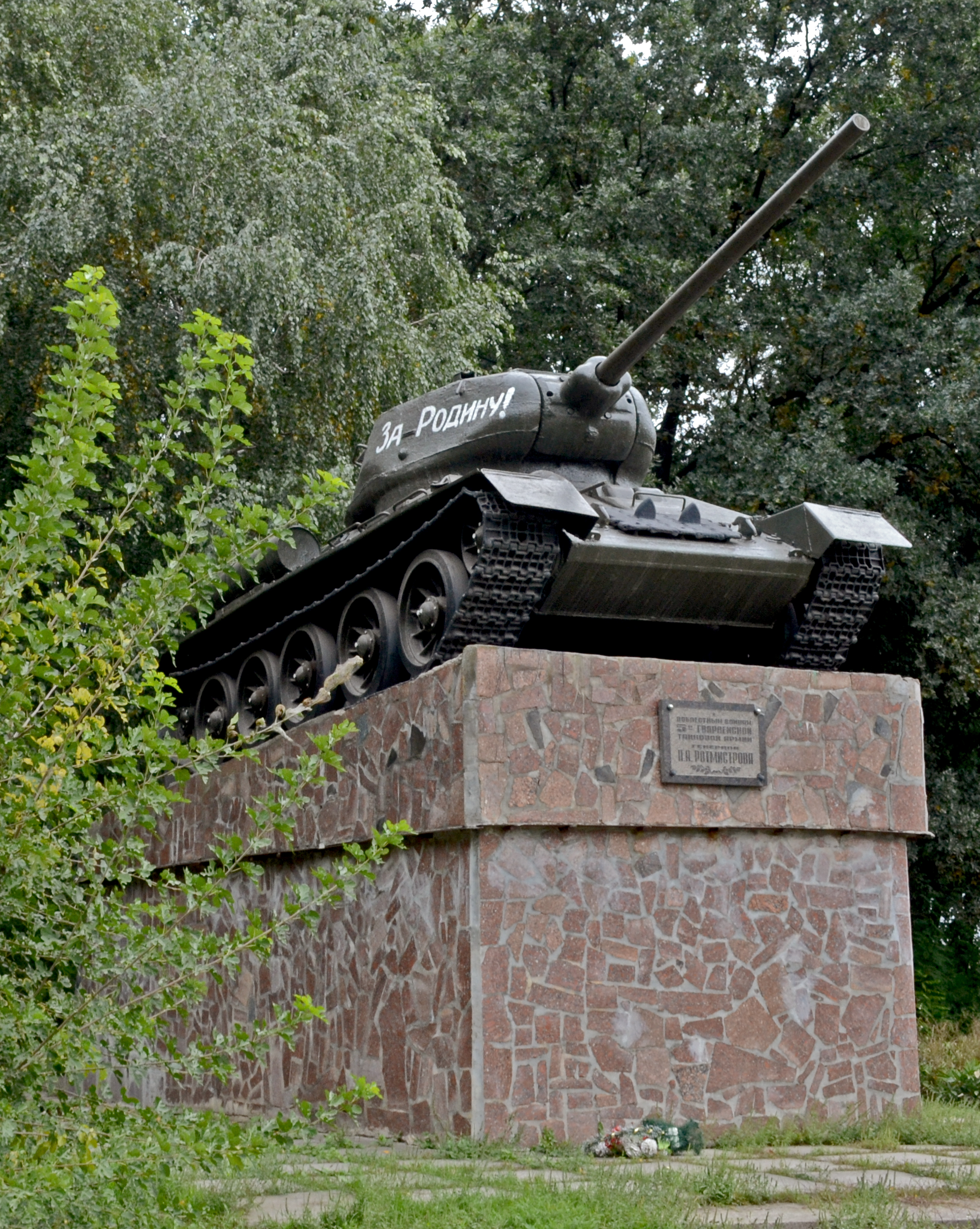
Памятник Т-34. Знам'янка

Перебуваючи досі на озброєнні ряду держав третього світу, в XXI столітті «тридцятьчетвірка» виконує насамперед роль пам'ятника історії. Одні зі збережених машин є меморіалами героям війни, інші — експонатами історичних виставок. Оскільки це не моделі, а цілком реальні бойові машини, то, теоретично, деякі з них після ремонту можуть вступити в бій.
Наприклад, останній Т-34, випущений Уралвагонзаводом, на прохання робітників у 1945 року був встановлений перед прохідною заводу. Через 36 років — в 1981 році — він своїм ходом переїхав на новий постамент і з того часу щорічно бере участь у парадах в День Перемоги.
Також, під час антиурядових виступів у Будапешті (2006), демонстранти викрали танк з розміщеної в центрі міста експозиції, присвяченій 50-річчю повстання в Угорщині і спробували на ньому прорвати поліційне оточення, проте були зупинені поліцією, що застосувала сльозогінний газ.
Достатньо оригінальний пам'ятник з Т-34 був придуманий в Волгограді: вздовж умовної лінії фронту, до якої дійшли війська вермахту, в 1948 р. були розставлені 18 башт «тридцятьчетвірок» на постаментах.
Часто пам'ятниками стають машини, підбиті під час боїв у важкодоступній місцевості, або втрачені на переправах через ріки або болота, і забуті, а в новий час знайдені та витягнені силами ентузіастів-пошуковиків, відновлені та відреставровані. У башкирському місті Салават біля меморіалу Вічного вогню дуже рідкісний екземпляр танка Т-34 зразка 1941 року з гарматою Ф-34. Цей танк був зруйнований у жорстокому бою в болотах Калузької області 1942 року, але був відновлений з окремих частин.

## У творах культури та мистецтва

### У літературі
- Януш Пшимановський «Чотири танкісти і пес». Друга частина повісті українською мовою виходить уперше.[104]
- Артем Драбкін «Я бився на Т-34»[105][106] — спогади ветеранів-танкістів, що воювали на Т-34.
- Бояшов Ілля "Танкіст, або " Білий тигр "" (СПб.: Лімбус Прес, Видавництво К. Тубліна, 2008. — 224 з.)

### У кіно і телесеріалах
Історія створення танка Т-34 була відображена в 1980 у фільмі «Головний конструктор». Але оскільки до того часу знайти Т-34 зразка 1940 (а тим більше А-34) було неможливо, у фільмі знімалися пізні танки Т-34-85.
Справжні Т-34 можна побачити в наступних радянських фільмах:
- «Два бійці» (Т-34-76);
- «Іван Нікулін — російський матрос»;
- «Великий перелом» (були показані Т-34-76 зр. 1942 з командирською башточкою і без неї);
- «Падіння Берліна» (тільки Т-34-85);
- «Жайворонок» (знімався Т-34-76 зр. 1942 року, спеціально відновлений на Ленфільмі, а також кілька Т-34-85);
- «На війні як на війні» (Т-34-85);
- кіноепопея «Звільнення» (Т-34-85).
- в кінокомедії «Курортний роман».
- Крім того, Т-34-85, що використовувалися в зйомках польського телесеріалу «Чотири танкісти і пес» були ліцензійним повоєнним виробництвом Польщі.
- «Білий тигр (фільм)» (Т-34-76, Т-34-85).
- «Врятувати рядового Райана» (як танки PzKpfw VI «Тигр» у фільмі використані закамуфльовані Т-34-85, це помітно по характерній будові ходової частини танків).

### У відеоіграх

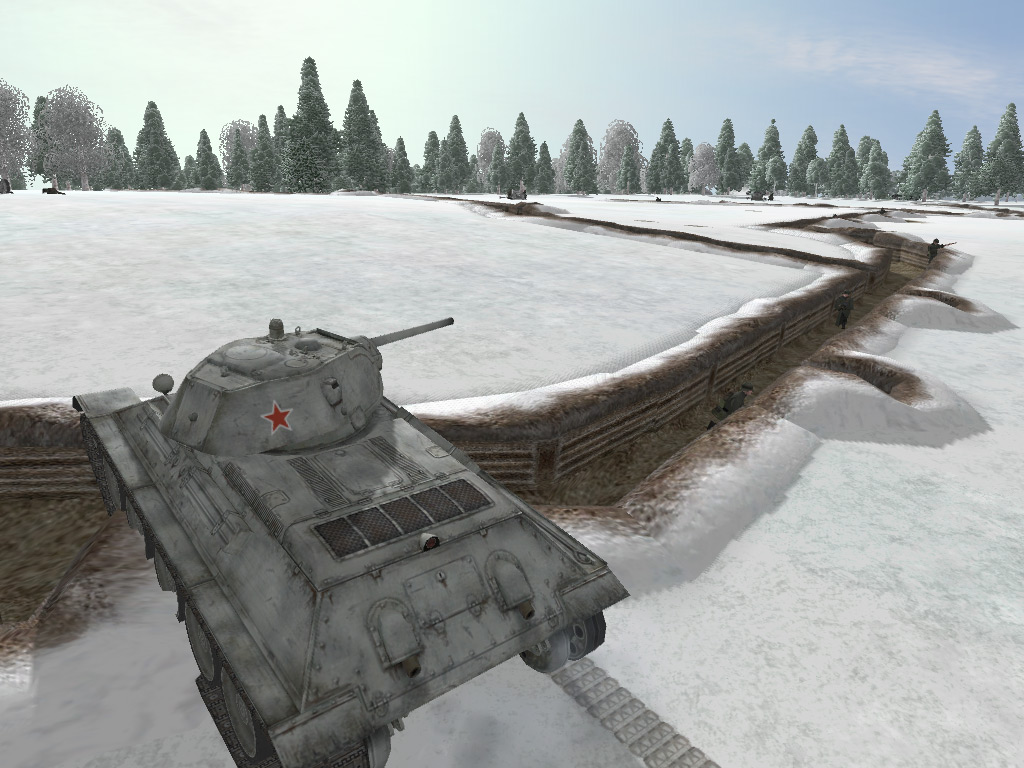
Т-34 у грі «Друга світова».

Т-34, в силу своєї популярності, представлений практично в будь-якій грі, присвяченій подіям на Східному фронті. Переважно це стратегії реального часу (такі як «Бліцкриг», Company of Heroes), покрокові стратегії, варгейми («У тилу ворога») та симулятори бронетанкової та авіатехніки (в останніх — як цілі). У стратегічних іграх Т-34, зазвичай, є основним танком СРСР і видається гравцеві з самого початку війни, при цьому він значно перевершує за бойовими якостями своїх основних противників і до появи у Німеччині нових протитанкових гармат Pak 40 і танків PzKpfw IV F2 є найпотужнішим середнім танком. Таке уявлення про Т-34 є кілька однобоким і не враховує конструктивних недоліків Т-34 ранніх випусків. Зазвичай, в цих іграх представлені три основні модифікації танка: рання зр. 1940 р., більш досконала зр. 1942 р. і Т-34-85.
Т-34 присутній зокрема у відеоіграх:
- У багатокористувацькому шутері від першої особи Red Orchestra: Ostfront 41-45 (в модифікаціях Т-34-76 і Т-34-85; також можлива установка гармати ЗІС-4))
- У танковому MMO-екшені World of Tanks[107] (2 моделі та кілька їхніх різних модифікаціях різних років випуску: Т-34 і Т-34-85, а також можлива установка гармати ЗІС-4).
- У модифікації «Звільнення 1941-45» (Liberation mod) для Operation Flashpoint: Resistance;
- У військовій грі «Друга світова» (в 3 модифікаціях: Т-34-76 зразка 1941 року, Т-34-76 зразка 1943 року і Т-34-85 зразка 1944).
- У танковому симуляторі «Сталева лють» (на цей момент єдиний танковий симулятор (на персональному комп'ютері), В якому гравцеві доступний для управління танк Т-34, озброєний 76-мм гарматою).
- У танковому симуляторі «Т-34 проти Тигра». У грі танку присвячена вся Радянська кампанія.
- У стратегії в реальному часі «Сталінград» (три модифікації).
- В стратегіях в реальному часі Sudden Strike 3: Arms for Victory та "Sudden Strike: The Last Stand (в 3 модифікаціях: T-34-76, Т-34-85 та ОТ-34-76).
- В FPS Battlefield 1942.
- В іграх «У тилу ворога 2», «Чорні бушлати» та «Бліцкриг»
- У розробленому компанією G5 Software на основі рушія гри «Бліцкриг» симуляторі військових дій «Карибська Криза» в 3 модифікаціях: Т-34-76 зразка 1939 року, Т-34-76 зразка 1942 року і Т-34-85 у кампаніях за СРСР і Китай.
- У авіасимуляторі другої світової війни «Іл-2 Штурмовик».
- У варгеймі «Лінія Фронту: Битва за Харків» (світове назва: «Achtung Panzer: Kharkov 1943») (в 2 модифікаціях: зразка 1941 року і зразка 1943 року)
- Call of Duty, Call of Duty: World at War
- В RTS Order of War
- У грі Close Combat III: The Russian Front[en] та її рімейку «Close Combat: Cross of Iron»[en]
- У тактичному шутері від першої особи ArmA 2 — легкий танк армії Такістана та повстанців.
- У серії стратегій «День Перемоги»
- У стратегії Wargame: European Escalation Танки Т-34-85М KpZ і Т-34-85М1 з 85 мм гарматами С-53 на озброєнні НДР та ПНР відповідно. Так само оснащуються 12,7 мм кулеметом ДШК, який можна використати проти легкоброньованої техніки, авіації та піхоти.
- Стратегії Company of Heroes 2 як один з базових зразків бронетехніки СРСР

### У філателії

Поштові марки
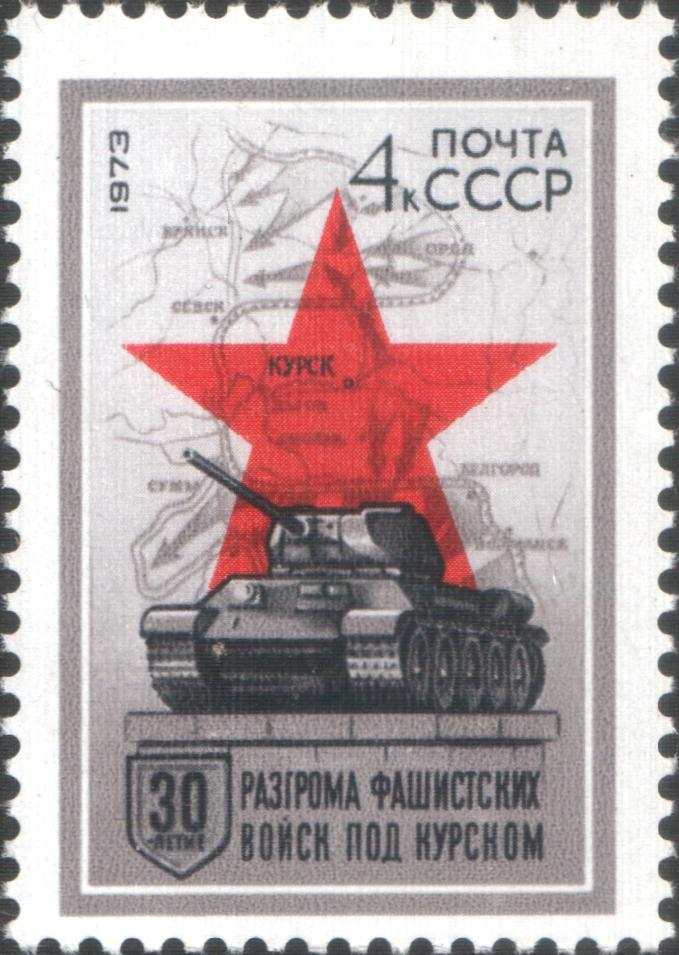
Поштова марка СРСР, 1973: 30-річчя розгрому фашистських військ під Курськом
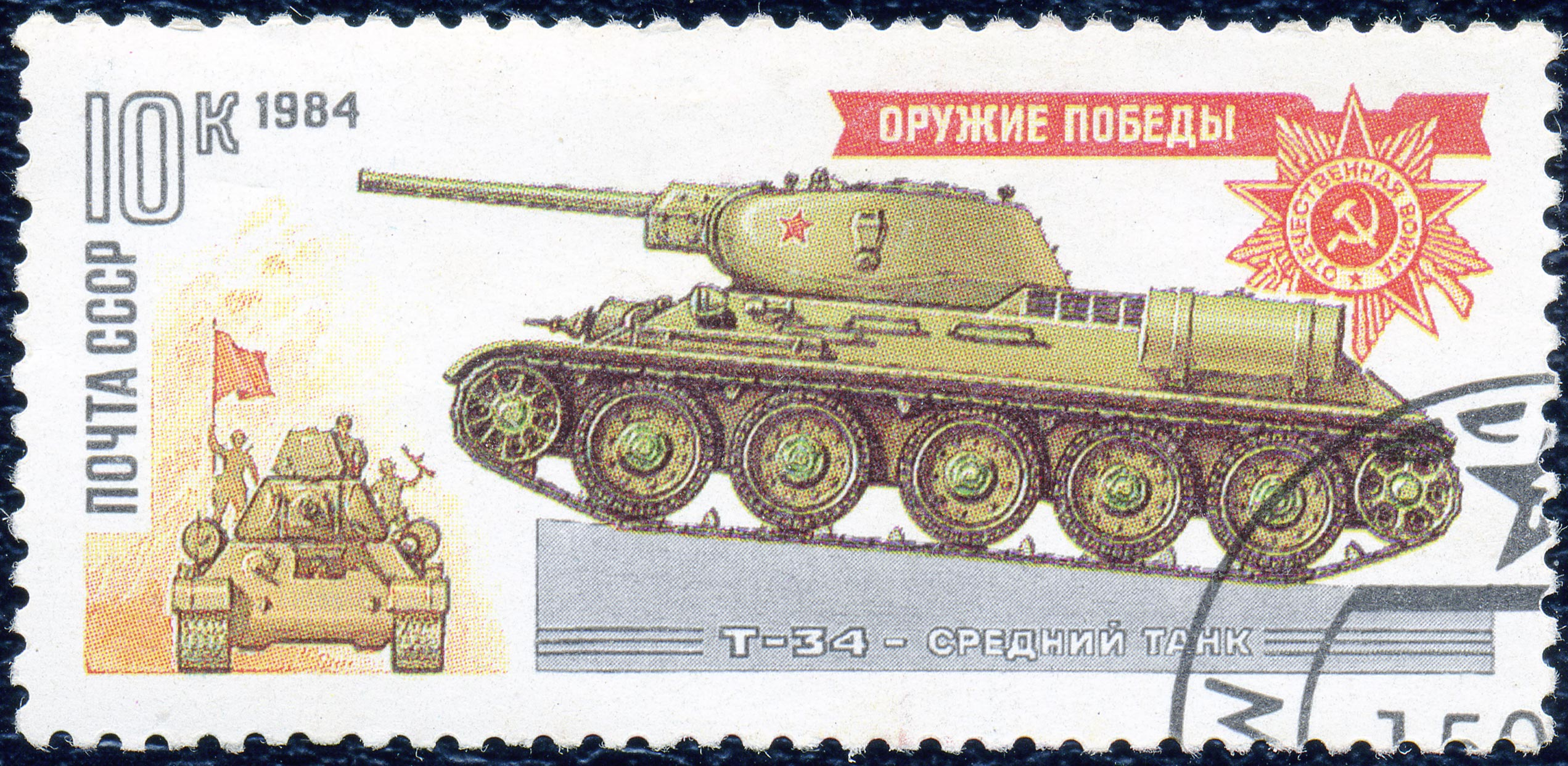
Т-34 на поштовій марці СРСР, 1984
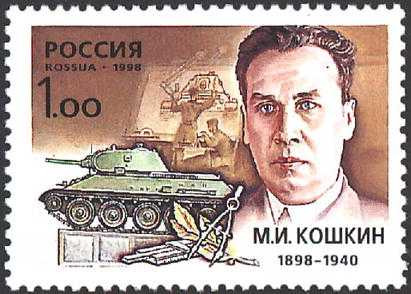
Поштова марка Росії, на якій зображений конструктор танка Кошкін М. І. і його модель танка Т-34
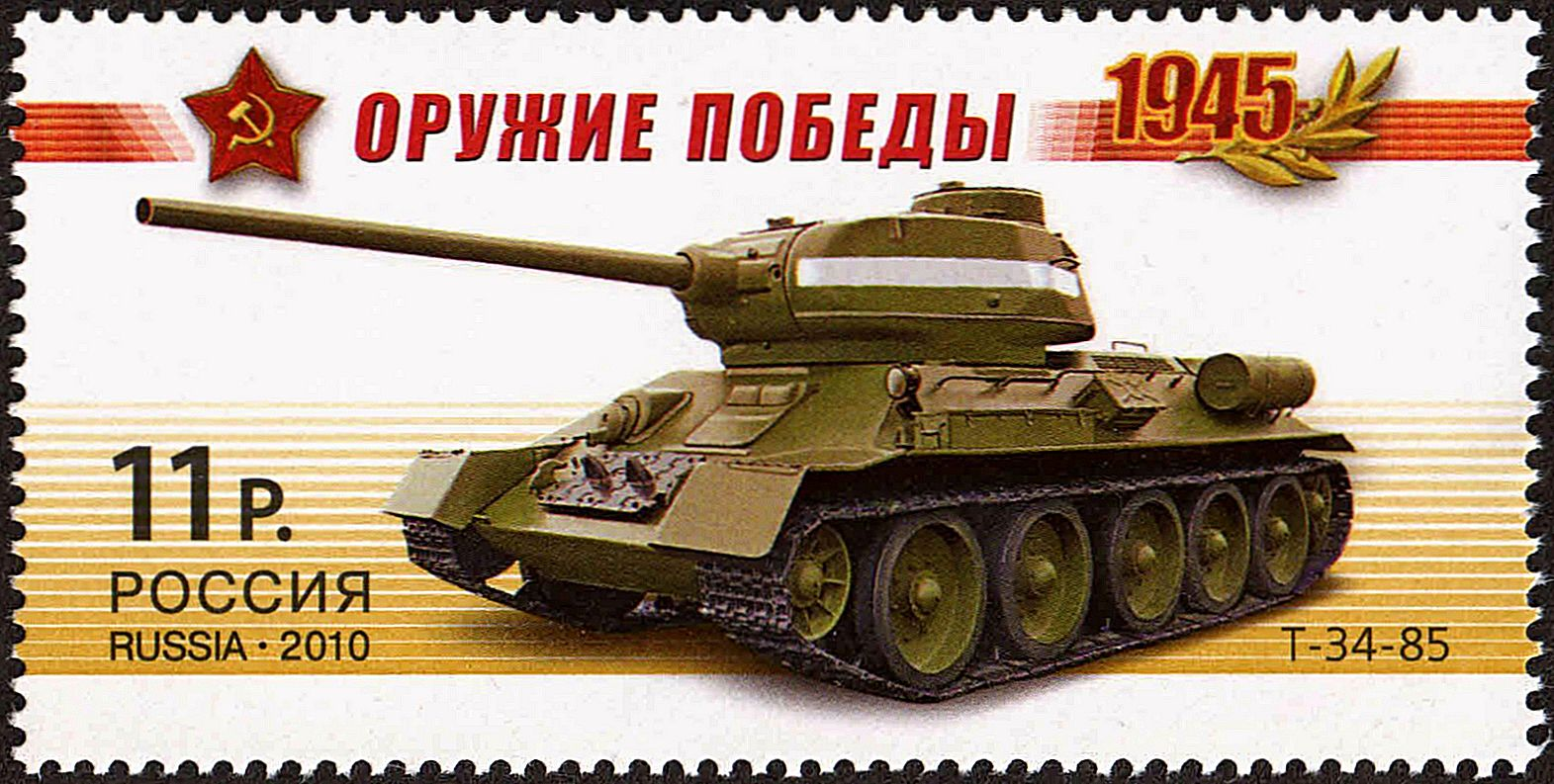
Поштова марка Росії, зброя Перемоги: Т-34-85

### Моделі Т-34
Масштабні копії Т-34 випускаються рядом фірм-виробників модельної продукції. Найбільш поширені моделі фірми «Зірка». Фірма випускає три моделі Т-34 з 76-мм гарматою, дві з литою шестигранною баштою і одна зі звареною «вузькою» баштою. Однак всі три моделі мають невисокий ступінь копійності та піддаються критиці з боку багатьох моделістів.
Подібній критиці піддаються моделі Т-34 практично всіх виробників, і для споруди моделі з високим ступенем вірогідністьі часто використовуються кілька наборів різних фірм. Креслення для самостійної споруди моделі неодноразово публікувалися в журналах «Моделіст-конструктор», «М-Хобі», «Бронеколлекция» та ін. Модель для складання з паперу танка Т-34 зразка 41-го року з 76-мм гарматою Ф-34 фірми «Розумний папір» випускається в масштабі 1:35.